# 詩

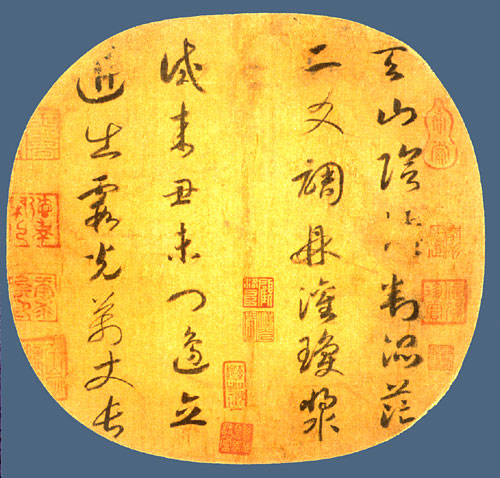
中国・宋王朝の高宗（1107-1187）による七言絶句。絹張りの扇に草書体で記されている。

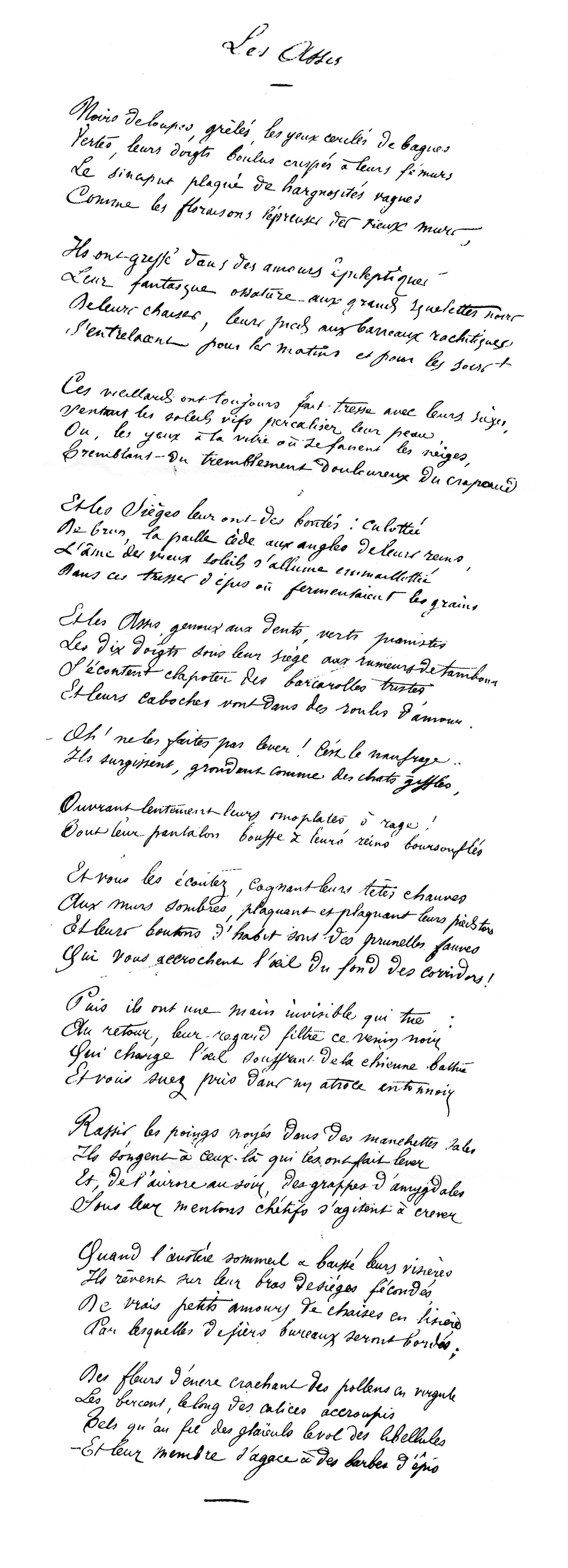
アルチュール・ランボー『座り込んだ奴等』の草稿

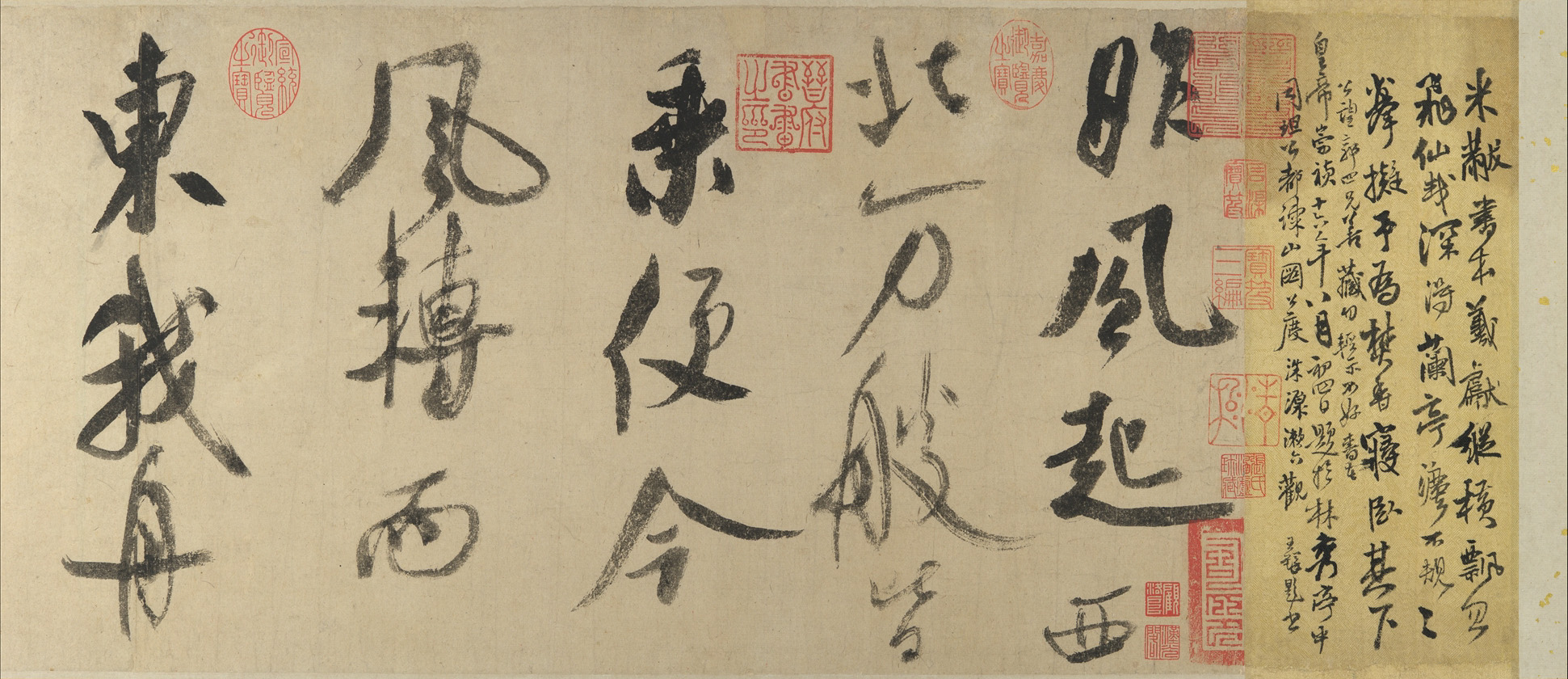
昔の詩

詩（し、うた、英: poetry, poem; 仏: poésie, poème; 独: Gedicht）は、言語の表面的な意味だけではなく美学的・喚起的な性質を用いて表現される文学の一形式である。多くの地域で非常に古い起源を持つ。多くは韻文で一定の形式とリズムを持つが、例外もある。一定の形式に凝縮して言葉を収め、また効果的に感動・叙情・ビジョンなどを表すための表現上の工夫（修辞技法）が多く見られる。詩は独立したものとして書かれる場合も、詩劇・聖歌・歌詞・散文詩などに見られるように他の芸術表現と結び付いた形で書かれる場合もある。
英語のpoetryやpoem、フランス語のpoésieやpoèmeなどの語は、「作ること」を意味するギリシア語ποίησις (poiesis)に由来し、技術を以て作り出された言葉を意味した。漢字の「詩」は思いや記憶を言葉にしたもので、特に西周のころの古代中国の歌謡を編纂した詩編を指した（のちに『詩経』と称される。漢詩も参照）。日本では明治になるまでは「詩」といえば漢詩を指し、「歌」は日本古来の歌謡から発したものを指した。文学の一形式として「詩」の語を使うようになったのは、西洋文学の影響から作られた『新体詩抄』などを起源とする。
印刷技術が普及した後は詩の多くは活字で提供され「読まれる」ようになったが、詩は文字の発明以前から存在したとも言われ、韻文を朗唱、あるいは節を付けて歌うことが普通であった。漢詩に節を付けて詠じるものは詩吟と言う。幕末以降の日本では一時期流行し、剣舞を伴う事もあった。現代では、詩を朗読することを特にポエトリー・リーディングと呼ぶことがある。作者本人による朗読会や、音楽の演奏とコラボレーションを行うなどの試みもある。

## 概説
詩および詩を巡る議論には長い歴史がある。アリストテレスの『詩学』のような詩を定義する初期の試みでは、修辞・演劇・歌・喜劇などにおける話法の用い方に焦点を合わせていた。後世の試みでは、反復、詩型、韻といった要素に重点が置かれ、詩を散文から区別する美学が強調された。20世紀中葉以降では、詩はより緩やかに言語を用いた根源的な創造活動として定義されることもある。
詩では特有の形式や決まり事を用いることで言葉に別の意味を持たせたり感情的・官能的な反応を引き起こしたりすることが多い。類韻、頭韻、オノマトペ、韻律といった道具が音楽的もしくは呪術的な効果を生み出すために用いられる場合もある。両義性、象徴、イロニーやその他の詩語による文体的要素はしばしば詩作品に複数の解釈を可能にする。
同様に、隠喩・直喩・換喩はそれがなければ全く別々であったイメージを共鳴させ、意味を重層化させ、それまで知覚されなかった繋がりを形成する。同種の共鳴は韻律や脚韻のパターンによって個々の詩行の間にも存在し得る。
詩の諸形式の中には詩人が書く言語の特徴に呼応した特定の文化やジャンルに固有のものもある。ダンテ、ゲーテ、ミツキェヴィチ、ルーミーのような詩人で詩をイメージすることに慣れた読者は、詩を韻を踏んだ詩行と規則的な韻律で書かれたものと考えるかもしれないが、聖書の詩のようにリズムと音調を得るために別のアプローチを取る伝統もある。現代の詩の多くは詩の伝統に対してある程度は批評的であり、音調の原則そのもの（やその他のもの）と戯れ、試し、場合によっては敢えて韻を踏まなかったり韻律を定めなかったりもする 。今日のグローバル化した世界では、詩人たちはしばしば様式、技法、形式などをさまざまな文化や言語から借用している。
詩の美や力や効果は様式や技法や形式だけによるものではない。偉大な詩は、まさにその言葉によって聴衆や読者に思考と力強い感情を喚び起こすことで他から抜きん出る。たとえばハンガリーのヨージェフ・アティッラのような詩人たちは、センテンスに結合された言葉によって言葉自体の意味の総和よりも大きな意味に到達する非凡な詩を書いている。そうした言葉の中には日常会話で使われる諺になったものもある。時代や文化が変われば言葉の意味も変化するので、詩の当初の美や力を味わうのは難しい。

## 歴史

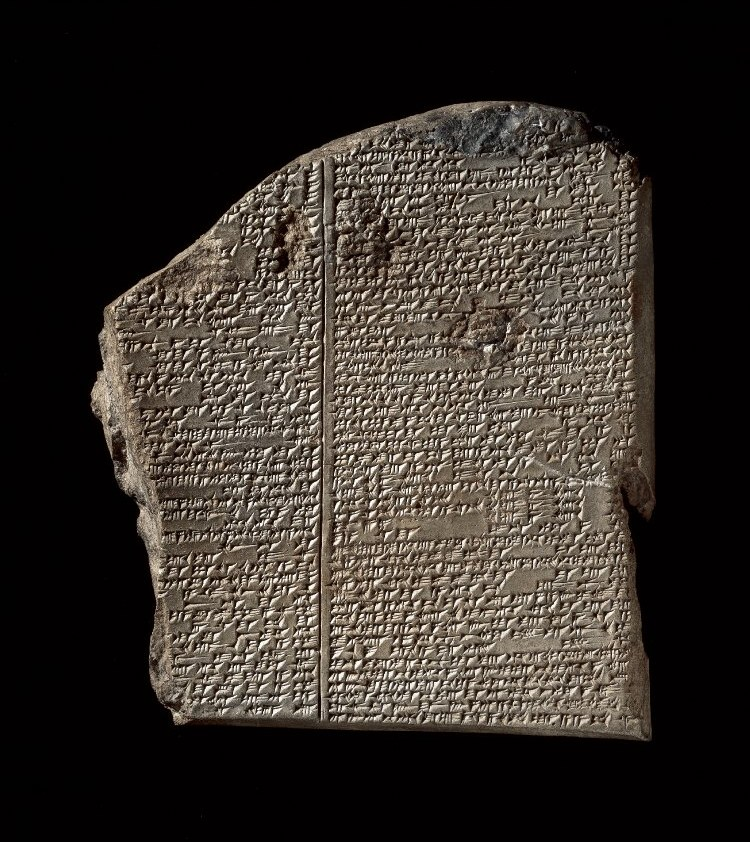
アッカド語で書かれたギルガメシュ叙事詩の「大洪水」の石板(BC2千年紀頃)

芸術の一形式としての詩は文字の読み書きよりも先に存在したとも考えられる。古代インドの『ヴェーダ』（紀元前1700-1200年）やザラスシュトラの『ガーサー』（紀元前1200-900年）から『オデュッセイア』（紀元前800-675年）に至る古代の作品の多くは、前史時代や古代の社会において記憶と口頭による伝達を補助するために詩の形で作られたものと思われる。詩は文字を持つ文明の大半において最初期の記録の中に出現しており、初期のモノリス・ルーン石碑・石碑などから詩の断片が発見されている。

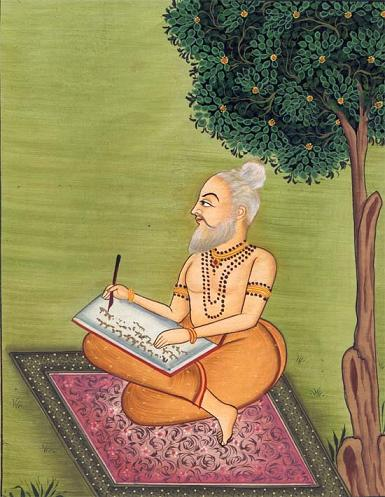
ヴァルミキ。『ラーマーヤナ』の作者とされる

現存する最古の詩は紀元前三千年紀のシュメール（メソポタミア、現イラク）の『ギルガメシュ叙事詩』であり、粘土板や後にはパピルスに楔形文字で書かれていた。その他の古代の叙事詩にはギリシア語の『イーリアス』と『オデュッセイア』、アヴェスター語の『ガーサー』と『ヤスナ』、古代ローマの民族叙事詩、ウェルギリウスの『アエネーイス』、インドの『ラーマーヤナ』と『マハーバーラタ』などがある。
詩を詩として成立させている形式上の特徴は何か、良い詩と悪い詩との分かれ目は何かを決定しようという古代の思索家たちの努力は「詩学」――詩の美学的研究を生み出した。古代社会の中には、中国の儒教の五経の1つである『詩経』に見られるように審美的のみならず儀式的にも重要な詩的作品の規範を発達させたものもあった。近年でも、思索家たちはチョーサーの『カンタベリー物語』から松尾芭蕉の『おくのほそ道』までの形式上の差異や、タナハの宗教詩からロマンチック・ラブ詩やラップに至るまでのコンテクスト上の差異を包括できる定義を求めて苦闘している。
コンテクストは詩学にとって、また詩のジャンルや形式の発達にとって決定的に重要である。『ギルガメシュ叙事詩』やフェルドウスィーの『シャー・ナーメ』のような歴史的な出来事を叙事詩として記録した詩は必然的に長く物語的になる一方で、典礼のために用いられる詩（聖歌、詩篇、スーラ、ハディース）は霊感を与えるような調子を持ち、またエレジーや悲劇は深い感情的な反応を引き起こすことを意図される。その他のコンテクストとしてはグレゴリオ聖歌、公的・外交的な演説、政治的レトリックや毒舌、屈託のない童謡やナンセンス詩、さらには医学テクストなどもある。
ポーランドの美学史家ヴワディスワフ・タタルキェヴィチ (en:Władysław Tatarkiewicz) は論文「詩の概念」において、事実上「詩の2つの概念」であるところのものの進化を追跡している。タタルキェヴィチは「詩」という言葉が2つの別個なものに適用されており、この両者は、詩人ポール・ヴァレリーが観察したように、「ある地点で結合する。詩は……言語に基づく芸術である。しかし詩にはまたより広い意味もあり……それは明確なものではないので定義が困難である。詩はある種の『精神の状態』を表現する」のだと指摘している。

### 西洋の伝統

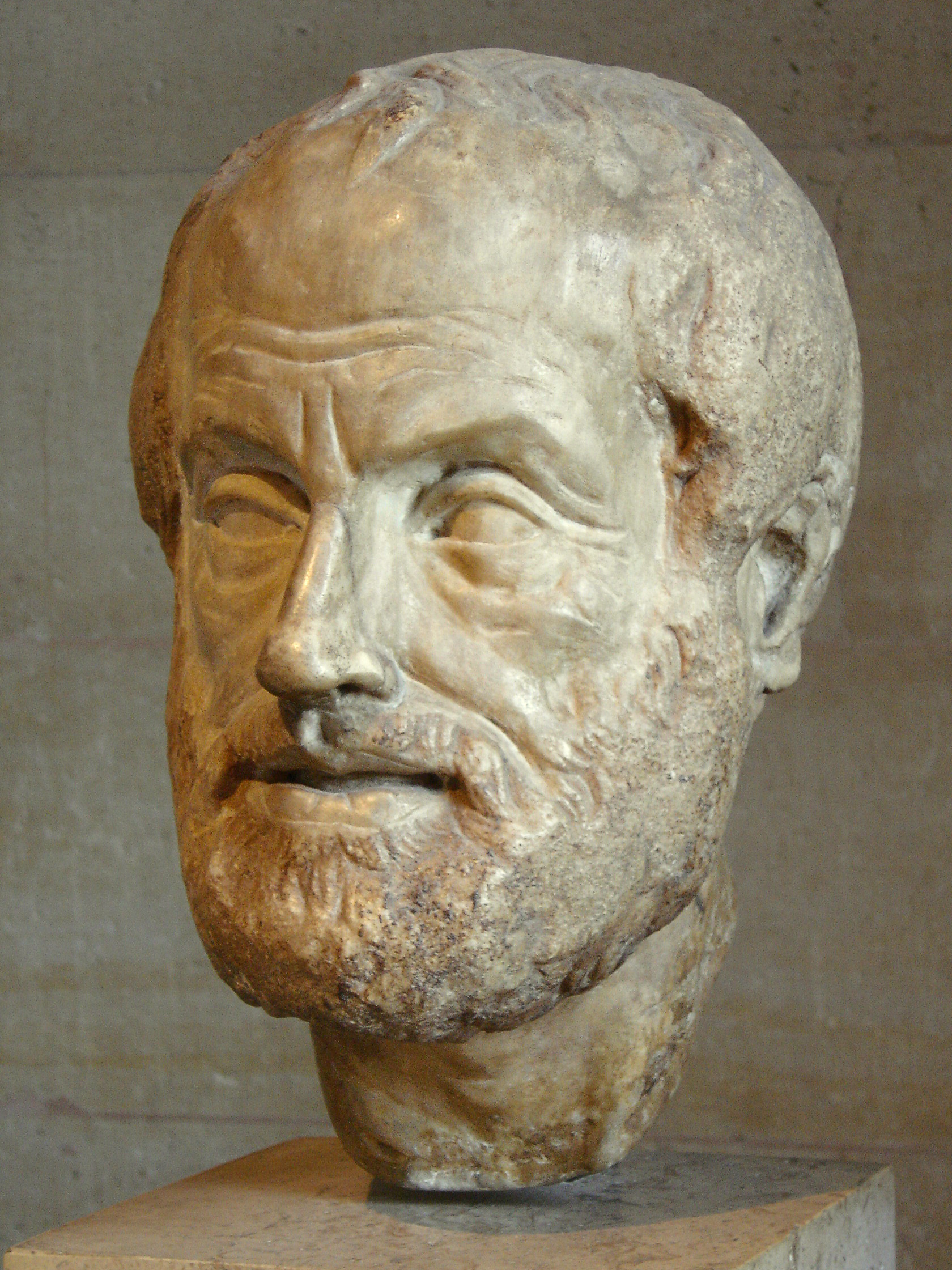
アリストテレス

古代の思索家たちは詩を定義しその質を評価する手段として分類を用いた。とりわけ、アリストテレス『詩学』の現存する断片は詩の3つのジャンル――叙事詩、喜劇、悲劇――を記述し、それぞれのジャンルでその基礎となる目的に基づき最高品位の詩を見分けるための規則を展開している。後世の美学者たちは喜劇と悲劇を劇詩の下位ジャンルとして扱い、叙事詩・抒情詩・劇詩を3大ジャンルとした。

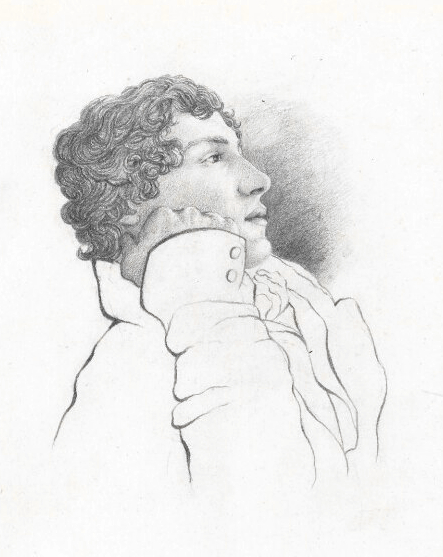
ジョン・キーツ

アリストテレスの仕事はルネサンス期のヨーロッパのみならず、イスラム黄金時代の中東全域にも影響を及ぼした。後の詩人や美学者たちはしばしば詩を散文と区別し、散文とは反対のものであるとして詩を定義した。散文は概ね、論理的な説明への傾向と線形的な物語構造を持つ著作として理解されていた。
これは詩が非論理的であったり物語を持たなかったりすることを意味するのではなく、むしろ詩とは論理的もしくは物語的な思考過程に忙殺されることなく美や崇高を表現する試みなのである。イギリスのロマン主義詩人ジョン・キーツはこの論理からの脱出をネガティブ・ケイパビリティ（en:Negative Capability、「消極的能力」）と呼んだ。形式は抽象的なものであり意味上の論理とは別個なものであるので、この「ロマン主義的」なアプローチは形式を詩の成功の鍵となる要素と見ていた。このアプローチは20世紀に至るまで影響を残した。
この時期にはまた、ヨーロッパの植民地主義の拡大とそれに伴う世界的な交易の増大のためもあり、さまざまな詩の伝統がさらに相互に影響を与え合った。翻訳のブームに加え、ロマン主義の時期には数多くの古代の作品が再発見された。

### 20世紀の論争

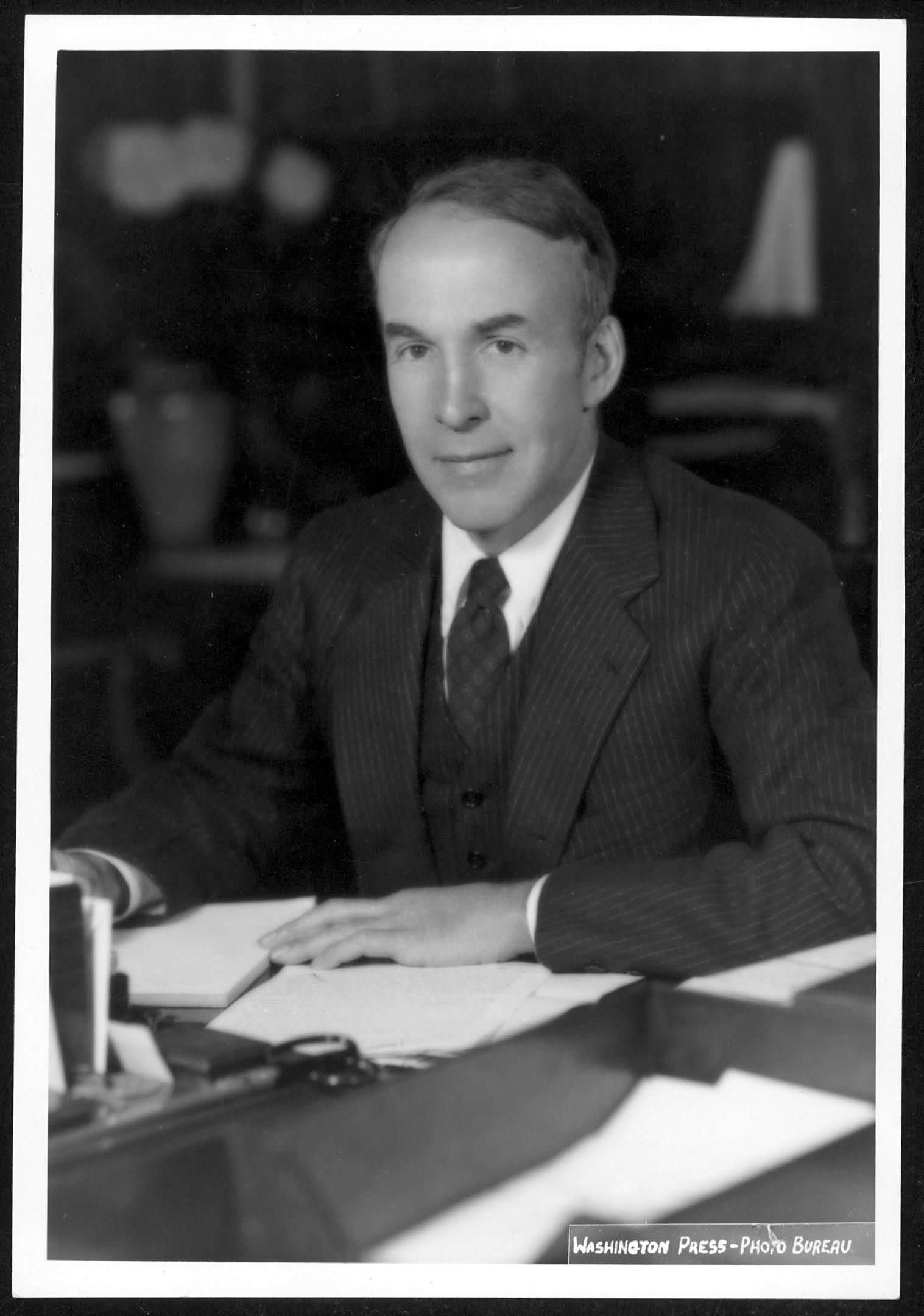
アーチボルド・マクリーシュ

20世紀の文学理論には、散文と詩との対比にはあまり重点を置かず、単純に言語を用いて創造する者としての詩人と、詩人が創造するものとしての詩に焦点を合わせるものもあった。創造者としての詩人という基礎的な概念は珍しいものではなく、現代詩人の中には言葉による詩の創造と大工仕事のような他の媒体による創造活動との間に本質的に区別を置かない者もいる。さらには詩を定義しようという試み自体が見当違いであるとして異議を唱える者もあり、アーチボルド・マクリーシュは自身の逆説的な詩『詩論』(en:Ars Poetica) をこう結んでいる：「詩は意味してはならない／存在するのだ。」
詩の定義や他の文学ジャンルとの区別を巡る論争は詩の形式の役割を巡る議論と表裏一体である。20世紀前半に始まった詩の伝統的な形式と構造の拒絶は、詩の伝統的な定義や詩と散文の区別（特に散文詩と詩的散文のような例）の持つ目的や意味の疑問視と同時に進行した。数多くの現代詩人は、伝統的でない形式や、伝統的には散文と見做されるような形式を用いて書いたが、その作品には概して詩語や、韻律によらない手段で確立されたリズムやトーンが染み込んでいた。現代派の中にも詩の構造の衰退に対する形式主義的な反動があったが、こうした動きでは古い形式と構造の再生だけでなく、新しい形式構造と統合の開拓にも焦点が当てられていた。
さらに最近では、ポストモダニズムはマクリーシュのコンセプトを全面的に受け入れ、散文と詩との境界や、さらには詩の諸ジャンル間の境界にも文化的な遺物としての意味しかないと見做すようになっている。ポストモダニズムはモダニズムにおける詩人の創造的役割の強調からさらに進み、テクストの読者の役割を強調（解釈学）し、詩が読まれるところの複雑な文化的な網の目に光を当てた。今日では、世界中で、詩は他の文化や過去から形式や詩語を取り入れており、かつては例えば西洋の古典体系のような1つの伝統の中では理に適っていた定義と分類の試みにさらなる混乱を引き起こしている。

## 要素

### 韻律論
韻律論 (en:Prosody) は詩のメーター、リズム、イントネーションの研究である。リズムとメーターは密接に関係し合うものであり、日本語ではどちらも「韻律」と訳されることがあるが、別の概念である。メーターは韻文の確立されたパターン（例えば弱強五歩格など）であるのに対し、リズムは詩行から実際に結果として得られた音である。従って、詩行のメーターは「イアンボス（強弱格）」であるといったように記述されうるが、言語がどこで休止または加速を引き起こすか、いかにメーターが言語の他の要素と相互作用するかといったリズムの完全な記述にはこれといった規定はない。韻律論はまたより特定的に、メーターを示すために詩行を解析することを指す場合もある。

#### リズム

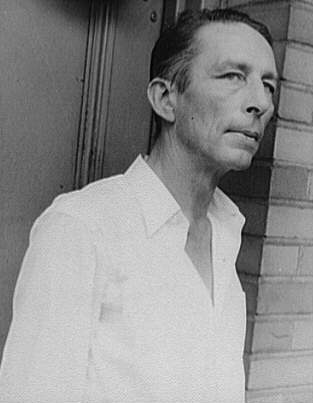
ロビンソン・ジェファーズ

詩的リズムを作り出すのに用いられる方法は言語や詩の伝統によってさまざまである。言語は、どのようにしてリズムが確立されるかによって、アクセント（強勢アクセント）、音節、モーラのいずれかに主によるタイミング (en:isochrony) のセットを持つとしてしばしば記述されるが、それ以外にも複数の方面からの影響を受ける。日本語はモーラ・タイミングの言語である。音節タイミングの言語にはラテン語、カタルーニャ語、フランス語、レオン語、ガリシア語、スペイン語などがある。英語とロシア語はアクセント・タイミングの言語である。ドイツ語も概ねアクセント・タイミングに含まれる。さまざまなイントネーションもリズムがどう感受されるかに影響する。また高低アクセント（ヴェーダ語や古代ギリシア語など）や声調などに依存する場合もある。声調言語には中国語、ベトナム語、リトアニア語、およびニジェール・コンゴ語族の大半の言語が含まれる。
メーターによるリズムは一般的に、各行の中で強勢や音節を韻脚と呼ばれるパターンの反復に正確に配置することを意味する。近代の英詩では強勢のパターンが主に韻脚に違いを付けるので、メーターによるリズムは専ら強勢・非強勢の音節（単独、またはエリジオンして）のパターンによって確立される。一方、古典語では、メーターの単位は同様であるが、強勢よりもむしろ母音の長短がメーターを定義していた。古英語の詩は、各行で音節数は不定であるが強勢の数は一定というメーターのパターンを用いていた。
詩篇の内の多くも含む古代ヘブライ語の聖書の詩での主要な道具は、連続する詩行が文法構造、音声構造、概念的内容、もしくはその全てにおいて互いを反映し合う修辞構造であるパラレリズムであった。パラレリズムはアンティフォナやコールアンドレスポンスといった実演に適しており、イントネーションによってさらに強化されうるものであった。従って、聖書の詩はメーターによる韻脚にはあまり頼らず、行・フレーズ・センテンスといったより大きな音の単位に基いてリズムを作り出していた。古典的な詩の形式の中には、タミル語のヴェンパ（ヴェン調、en:Venpa）のように、（文脈自由文法として表せるほどまでに）厳密な文法を持ちそれがリズムを確保していたものもあった。漢詩では、強勢と並んで声調がリズムを作り出す。中国の古典詩は四声を区別していた。平声、上声、去声、入声である。他の分類法では中国語で最大8つ、ベトナム語で6つの声があることもある。
近代の西洋詩でリズムを作り出すのに使われる正式なメーターのパターンは、現代では最早支配的なものではない。自由詩の場合、リズムはしばしば規則的なメーターよりもより緩やかなケイデンスの単位に基いて構成される。ロビンソン・ジェファーズ、マリアン・ムーア、ウィリアム・カルロス・ウィリアムズは英詩に規則的な強勢メーターが不可欠だという考え方を拒絶した代表的な詩人である。ジェファーズは強勢によるリズムに代わる選択肢としてスプラング・リズムを実験した。

#### メーター
西洋詩の伝統では、メーターは特徴となる韻脚と、行あたりの脚数によって分類されるのが通例である。「弱強五歩格」は1行につき5つの韻脚から成り、支配的な韻脚は「イアンボス」（弱強格／短長格）である。このメーター方式は古代ギリシア詩に起源を持ち、ピンダロスやサッポーといった詩人たちやアテネの偉大な悲劇作家たちに使われた。同様に、「強弱弱六歩格」（長短短六歩格）は1行につき6つの韻脚から成り、支配的な韻脚は「ダクテュロス」（長短短格／強弱弱格）である。長短短六歩格はギリシア叙事詩の伝統的なメーターであり、ホメロスとヘーシオドスの作品が現存する最古の例である。後世では、弱強五歩格はウィリアム・シェイクスピア、強弱弱六歩格はヘンリー・ワズワース・ロングフェローによって用いられている。

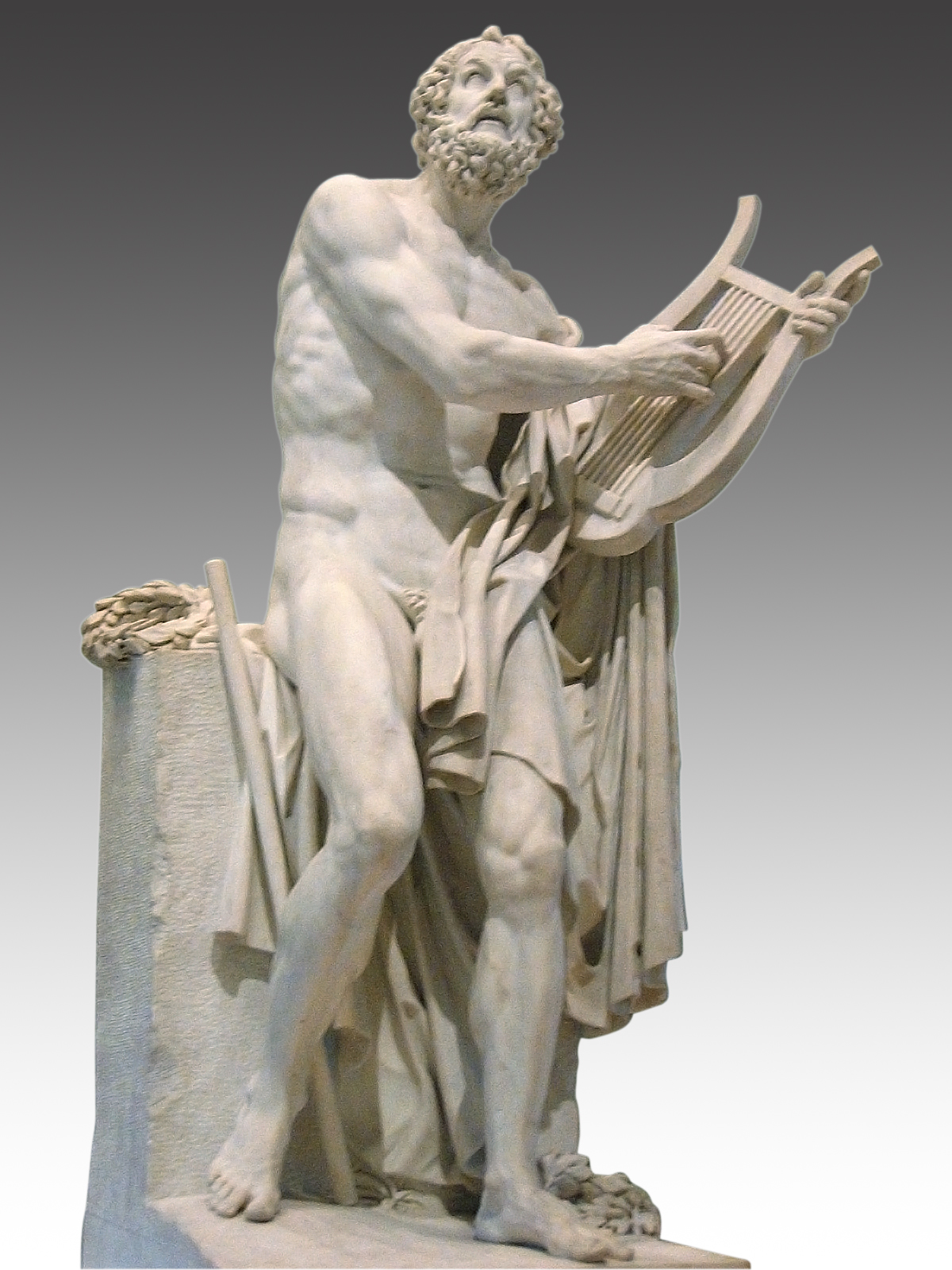
リラを奏でるホメロス。フィリップ＝ローラン・ロラン作(1812)

メーターはしばしば韻脚の詩行への配列に基いて解析される。英語では、各々の韻脚には強勢を持つ音節1つと強勢を持たない1-2つの音節が含まれる。他の言語では、音節数や母音の長さの組み合わせが韻脚の解析方法を決定する場合もある。この場合、長母音を持つ1つの音節は短母音を持つ2つの音節と等価として扱われる。例えば、古代ギリシア詩では、メーターは強勢ではなく音節の長さのみに基いていた。英語などの一部の言語では、強勢のある音節は概してより大きな声で、より長く、より高いピッチで発音され、詩のメーターの基盤となる。古代ギリシアでは、これらの属性はそれぞれ独立したものであった。長母音と、母音と2つ以上の子音を持つ音節は実際に凡そ短母音の2倍の長さを持っていたが、ピッチや強勢（アクセントによって決定される）は長さには関係しておらず、メーター上の役割も持っていなかった。従って、長短短六歩格の詩行は6つの小節を持つ音楽のフレーズのように考えることができ、それぞれには二分音符が1つと四分音符が2つ（1つの長い音節と2つの短い音節）もしくは二分音符が2つ（2つの長い音節）含まれていた。2つの短い音節を1つの長い音節に置き換えても同じ長さの韻脚が得られるわけである。このような置き換えは、英語などのような強勢言語では、同じリズムの規則性はもたらさない。アングロ・サクソン族の（頭韻詩の）メーターでは、詩行を構成する要素は韻脚ではなく2つの強勢を含む半行であった。メーターの解析はしばしば韻文の根底にある基礎的・根本的なパターンを明らかにするが、強勢、ピッチ、音節長などのさまざまな違いについては明らかにしない。
メーターの定義の例として、英語での弱強五歩格では、各行は5つの韻脚から成り、各韻脚はイアンボス（強勢のない音節に強勢のある音節が続く）である。個々の行を調べる際には、メーターの基本パターンの上にバリエーションがある場合もある。例えば、英詩の弱強五歩格では最初の韻脚は頻繁に倒置されており、強勢が最初の音節に来ている。最もよく使われる韻脚の種類の一般的な名称は：
- イアンボス（iamb, 弱強格／短長格）

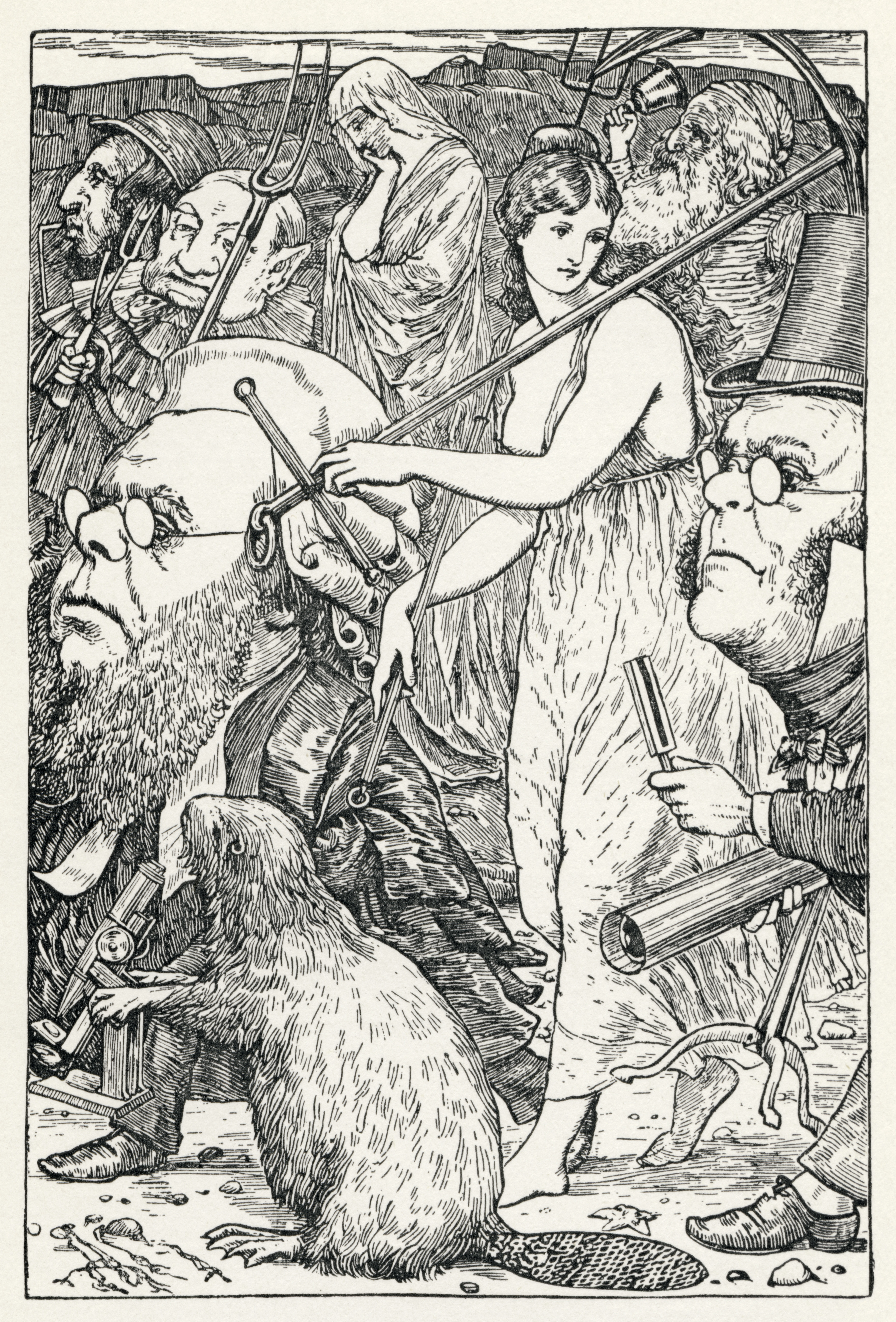
ヘンリー・ホリデーによるルイス・キャロル『スナーク狩り』のイラストレーション。弱弱強四歩格で書かれている。 "In the midst of the word he was trying to say / In the midst of his laughter and glee / He had softly and suddenly vanished away / For the snark was a boojum, you see."

- トロカイオス （trochee, 強弱格／長短格）
- ダクテュロス （dactyl, 強弱弱格／長短短格）
- アナパイストス （anapest, 弱弱強格／短短長格）
- スポンデイオス （spondee, 強強格／長長格）
- ピュリキオス （pyrrhic, 弱弱格／短短格） - 稀。通常、強弱弱六歩格の終端に用いられる。

詩行中の韻脚の数はギリシア語の用語を用いて次のように表される：
- 二歩格 (dimeter)
- 三歩格 (trimeter)
- 四歩格 (tetrameter)
- 五歩格 (pentameter)
- 六歩格 (hexameter)
- 七歩格 (heptameter)
- 八歩格 (octameter)

これらの他の韻脚のタイプにも広範に名前が存在しており、コリアンブ（choriamb, 強弱弱強格／長短短長格）のような4音節のものまで存在する。コリアンブは古代ギリシア・ローマの詩に由来している。トルコ語やヴェーダ語などのように、メーターの決定に強勢よりも（もしくは強勢に加えて）母音の長さやイントネーションを用いる言語でも、長音と短音の一般的な組み合わせを記述するイアンボスやダクテュロスと類似した概念が存在することが多い。
韻脚のそれぞれタイプには、それ単独で、もしくは他の韻脚との組み合わせによってある種の「感覚」が伴う。例えば、弱強格は英語で最も自然なリズム形式であり、総じて繊細だが安定した韻文を形作る。他方、強弱弱格はほとんど駆け足で進むような感じを与える。『クリスマスのまえのばん』や『ドクター・スース』に見られるように、弱弱強格は快活でコミックな感じを作り出していると言われる。
メーターを記述する上で、異なった「韻脚」の多重性がどれほど有用なものであるかについては議論がある。例えばロバート・ピンスキーは、ダクテュロス（長短短格）は古典詩では重要であったが、英語のダクテュロス（強弱弱格）詩は強弱弱格を極めて不規則にしか用いておらず、ピンスキーによれば英語にとってより自然であるところの弱強格と弱弱強格のパターンに基いた方がより良く記述できると論じている。実際のリズムは先述のような解析されたメーターよりもずっと複雑なものであり、多くの学者がこの複雑性を分析できる体系を開拓しようと努力してきた。ウラジーミル・ナボコフは、詩行における強勢・非強勢の音節の規則的なパターンには話し言葉の自然なピッチから生まれるアクセントの別のパターンが重ね合わされていると指摘し、アクセントのない強勢をアクセントのある強勢から区別するために "scud" という用語を用いることを提言した。

#### メーターのパターン
シェイクスピアの弱強五歩格やホメロスの長短短六歩格から多くの童謡で用いられている弱弱強四歩格まで、異なった詩の伝統やジャンルでは異なったメーターが用いられる傾向にある。しかしながら、特定の韻脚や詩行を強調したり単調な反復を回避したりするために、確立されたメーターから変化させることもまた一般的である。例えば、韻脚内で強勢が倒置されたり、カエスーラ（休止）が（時として韻脚や強勢の代わりに）置かれたり、行の最後の韻脚に和らげる目的で女性行末が置かれたり強調し急止を作り出す目的で強強格が置かれたりする。弱強五歩格のような一部のパターンは極めて規則的になりやすい一方で、強弱弱六歩格のような一部のパターンは極めて不規則になりやすい。規則性は言語によっても幅がある。加えて、異なった言語ではしばしば異なったパターンが発達し、たとえばロシア語の弱強四歩格は大抵メーターの補強のためにアクセント使用の規則性を反映するが、これは英語では行われないか行われても稀である。

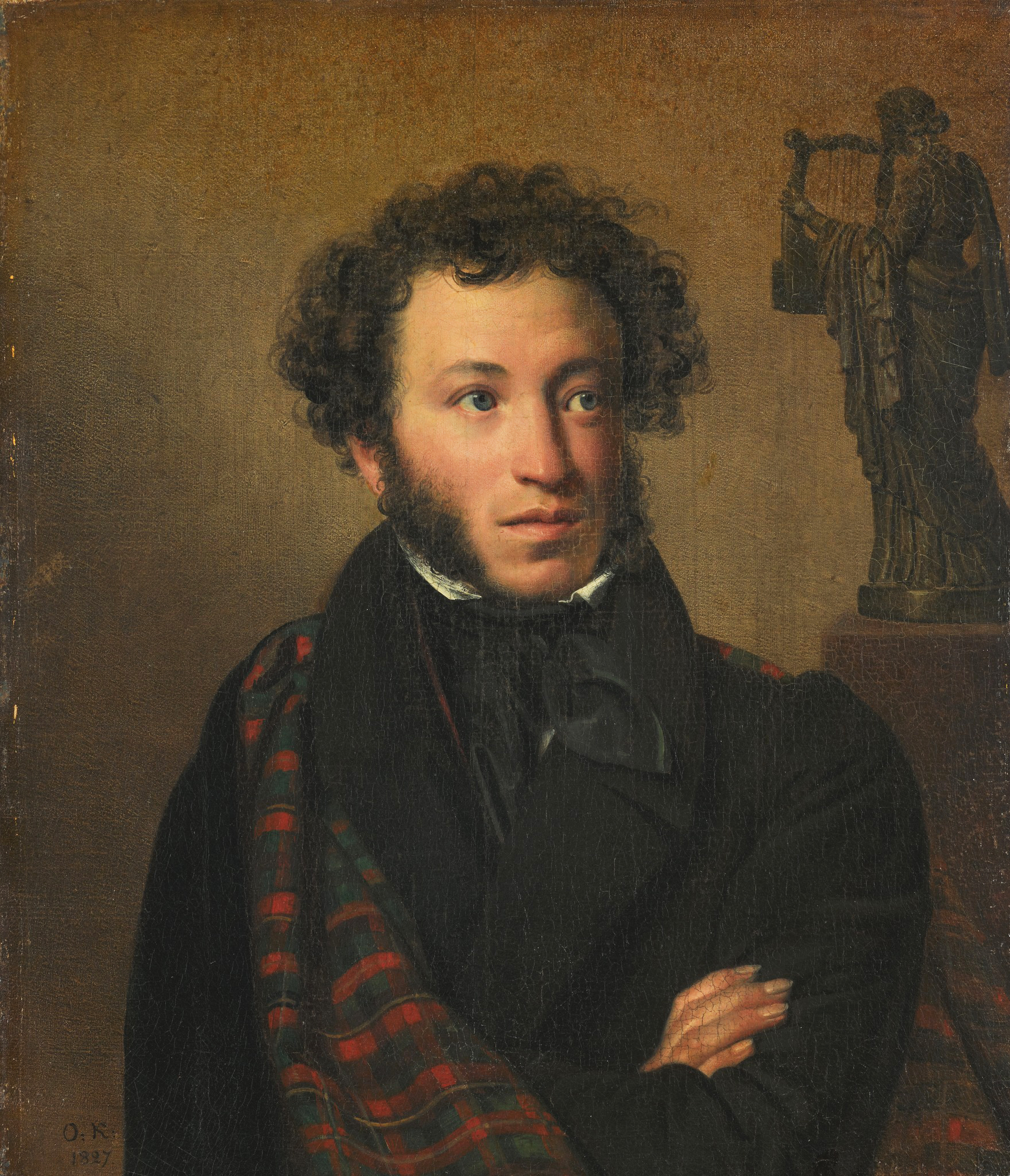
アレクサンドル・プーシキン

一般的なメーターのパターンの例を、それを用いた代表的な詩人や詩作品の例と共に以下に挙げる：
- 弱強五歩格 - ジョン・ミルトン『失楽園』[注釈 12]
- 長短短六歩格 - ホメロス『イーリアス』[39]、ウェルギリウス『アエネーイス』、オウィディウス『変身物語』
- 弱強四歩格 - アンドリュー・マーヴェル『はにかむ恋人へ』、アレクサンドル・プーシキン『エヴゲーニイ・オネーギン』[注釈 13]
- 強弱八歩格 - エドガー・アラン・ポー『大鴉』[40]
- 弱弱強四歩格 - ルイス・キャロル『スナーク狩り』[41]、ジョージ・ゴードン・バイロン『ドン・ファン』[42]
- アレクサンドラン - ジャン・ラシーヌ『フェードル』[43]

漢詩における五言や七言、日本の五七調や七五調もここに加えうるであろう。漢詩には声調に「平仄」と呼ばれる規則がある。

### 脚韻、頭韻、類韻

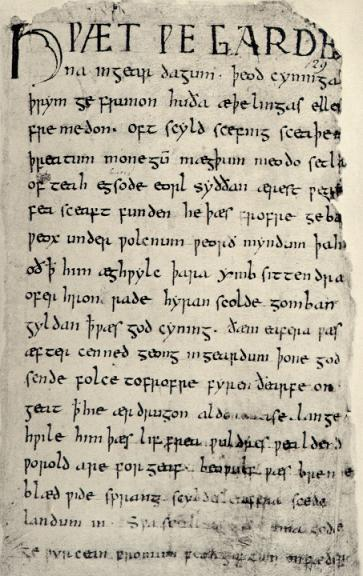
古英語の叙事詩『ベーオウルフ』は頭韻法により書かれている。

脚韻、頭韻、類韻、子音韻は音声の反復するパターンを作り出す方法である。これらは詩の独立した構造要素として、リズムパターンを補強するために、あるいはまた装飾的な要素として使用されうる。
押韻とは、詩行の末尾（脚韻）もしくはその他の予測可能な位置（中間韻）に同一 (hard-rhyme) もしくは類似 (soft-rhyme) の音を置くことである。言語によって押韻構造の豊かさには差がある。例えばイタリア語は豊かな押韻構造を持ち、長大な詩を少数の脚韻の組で持続させることができる。この豊かさは規則的な形の語尾によるものである。英語は他言語から借用された不規則な語尾が多いので押韻にはあまり富んでいない。押韻構造の豊かさはその言語でどのような詩の形式が一般的に用いられるかを決定する上で重要な役割を担う。
頭韻と類韻は初期のゲルマン語、ノルド語、古英語の詩を構成する上で重要な役割を果たした。初期ゲルマン詩の頭韻パターンはその構造の主要部分としてメーターと頭韻を織り交ぜることで、メーターのパターンによっていつ聞き手が頭韻が来ると期待するかを決定できるようにした。これは、近代ヨーロッパ詩の大部分で見られる、規則的ではなかったり、連の全体で完遂はされなかったりする装飾的な頭韻の使用と対比することができるであろう。頭韻は押韻構造に富まない言語で特に有用である。類韻は語頭や語尾での似た音声ではなく語中の似た母音を用いるものであり、スカルド詩で広く用いられたが、これはホメロスの時代にまで遡る。英語では動詞が多くのピッチを持つため、類韻が漢詩の声調要素を緩やかに喚起させることができるので漢詩の翻訳に有用である。子音韻は1つの子音をセンテンスの至る所で（語頭だけではなく）反復するものである。子音韻は頭韻と比して微弱な効果しか引き起こさないので、構造的な要素としての有用性も低い。
『英詩への言語学的ガイド』(Longmans, 1969) においてジェフリー・リーチは韻を6つの音声パターンに分類した。これらは、関係する単語を構成する部分のうち1つまたは2つが変化しうる6つの可能な方法として定義されている。下表では不変の部分は大文字／太字で表示している。Cは子音群（1つの子音とは限らない）を、Vは母音を現す。
| 種別                 | パターン | 英語例1      | 英語例2    | フランス語例 | 日本語例（擬似的） |
| -------------------- | -------- | ------------ | ---------- | ------------ | ------------------ |
| 頭韻                 | C v c    | great/grow   | send/sit   | place/pleur  | めんこ/めだか      |
| 類韻（母音韻）       | c V c    | great/fail   | send/bell  | place/femme  | （めんこ/きんく）  |
| 子音韻               | c v C    | great/meat   | send/hand  | place/tresse | ---                |
| 逆韻 (Reverse Rhyme) | C V c    | great/grazed | send/sell  | place/plaque | めんこ/めんつ      |
| en:Pararhyme         | C v C    | great/groat  | send/sound | place/plusse | めんこ/めのこ      |
| 脚韻                 | c V C    | great/bait   | send/bend  | place/masse  | めんこ/はんこ      |

共通する音素が多い押韻は「豊か」であると言われる（言語の押韻構造の豊かさとは別の概念）。例えばフランス語の agate/frégate は末尾の3音素が共通なので豊かであり、bijou/clou は母音1音素のみ共通なので貧しい。aigre/tigreは子音2音素が共通であるが、このように母音が共通しないものは子音韻であり脚韻とは見做されない。

#### 押韻構成

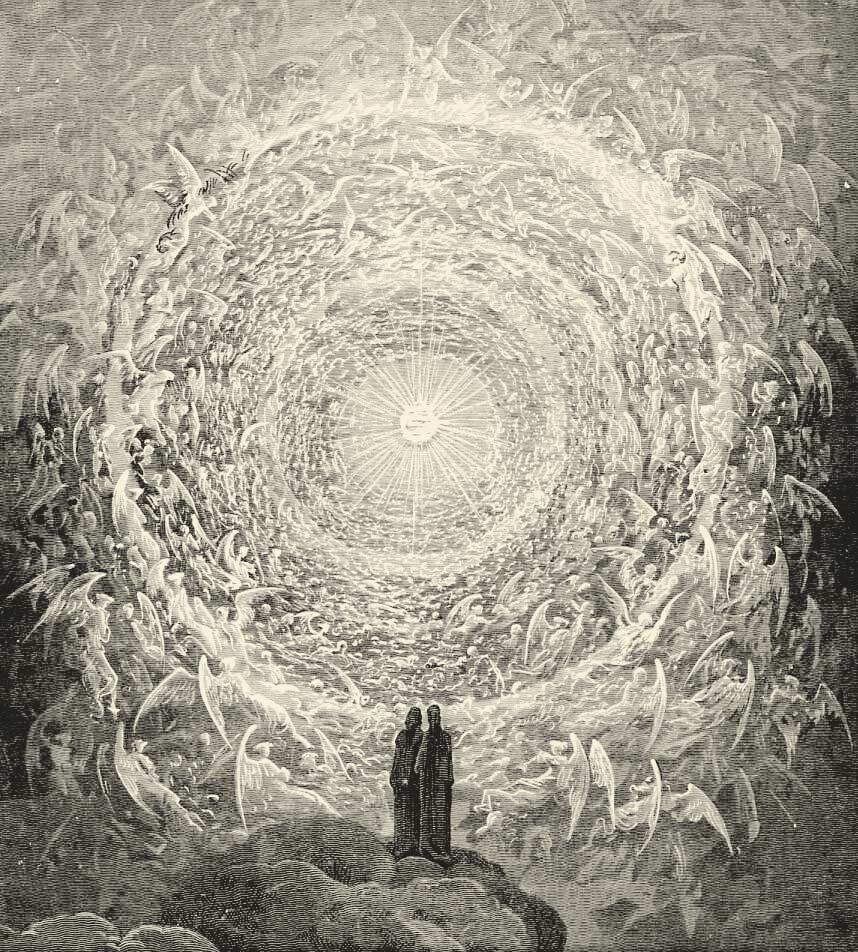
ダンテとベアトリーチェが、天使に囲まれた光の点として現された神を見ている。ギュスターヴ・ドレによる『神曲』天国篇28のイラストレーション。

現代ヨーロッパ諸語、アラビア語、中国語を含む数多くの言語で、バラッド・ソネット・二行連といった詩の形式を構成する要素として詩人たちは一定のパターンに沿って脚韻を用いてきた。しかしながら、構造的な脚韻の用法はヨーロッパの伝統の中においてすら普遍的なものではない。現代の詩は伝統的な押韻構成を避けるものも多い。古典ギリシア・ラテンの詩は押韻を行わなかった。脚韻は中世盛期（11-13世紀頃）に、部分的にはアンダルス（今日のスペイン）のアラビア語の影響下でヨーロッパに移入された。アラビア語の詩人たちは6世紀のアラビア文芸の発達初期からその長大なカスィーダ (en:qasida) において大々的に脚韻を用いていた。中国では紀元前の『詩経』『楚辞』で既に押韻が行われていた。押韻構成の一部は特定の言語・文化・時代と結び付いたものとなり、一部はそれらを跨って使用されるものとなった。詩の形式の中には王侯用詩形やルバーイイのように明確に定義された一貫した押韻構成を持つものもある一方で、可変の押韻構成を持つものもある。
押韻構成の大半は脚韻の組に対応する文字によって表せる。例えば四行詩の第1・2・4行が韻を踏み、第3行が踏まないとすると、この四行詩は「a-a-b-a」の押韻構成を持つと言う。この押韻構成はルバーイイ形式などで用いられるものである。同様に、「a-b-b-a」の四行詩は（抱擁韻、en:enclosed rhyme と呼ばれ）、ペトラルカ風ソネットなどの形式で用いられる。より複雑な押韻構成の中には、オッターヴァ・リーマやテルツァ・リーマのように「a-b-c」式の構成を離れ、独自の名前を持つようになったものもある。さまざまな押韻構成の種類や方法については「押韻構成」の項を参照。

##### オッターヴァ・リーマ
オッターヴァ・リーマは最初の6行が「a-b」の押韻構成で、結びの2行がそれに続き「a-b-a-b-a-b-c-c」の計8行からなる連を用いる押韻構成である。ジョヴァンニ・ボッカッチョが最初に用い、英雄叙事詩で発達したが、また英雄を嘲笑する詩でも用いられた。

##### テルツァ・リーマ
ダンテの『神曲』はテルツァ・リーマで書かれている。各連は3行から成り、その第1行と第3行が押韻し、第2行は次の連の第1・第3行と韻を踏み鎖韻 (en:chain rhyme) を構成する（つまり「a-b-a / b-c-b / c-d-c / ...」）。テルツァ・リーマは流れがあり、進行する感覚を詩に付与し、巧みに用いられれば前方・後方の双方への動きの感覚を引き起こすことができる。必然的に、テルツァ・リーマは（共通する語尾に富むイタリア語のように）豊かな押韻構造を持つ言語の長大な詩で用いられる。

### 形式
詩の形式（詩型）はモダニズムやポストモダニズムの詩ではより柔軟なものとなり、それ以前の時代と比べますます構造化されないものとなり続けている。現代の詩人の多くは目に見える構造や形式を避け、自由詩で書くようになっている。それでも、詩は散文からその形式によって区別されるものであり続けている。基本的な詩の構造への何らかの敬意は最も自由な形の詩にあってさえも見出される、そうした構造は無視されているように見えるのではあるけれども。同様に、古典的なスタイルで書かれた最良の詩であっても、重点や効果の面では厳密な形式からは逸脱しているものである。
詩に用いられる構造的な要素（ユニット）のうち主要なものとしては行、連もしくは段落（一定の行数を持たない連）、連や行の組み合わせで構成されるより大きな編 (en:canto) などがある。より広範な視覚的表現やカリグラフィーなどが用いられることもある。これらの詩の形式の基本単位はしばしば結合され、ソネットや俳句のような、「詩型」や詩の様式などと呼ばれるより大きな構造を形成する。

#### 行と連
詩はしばしばページ上で複数の行に分割（改行）される。これらの行はメーターの韻脚数に基づいていたり行末の押韻パターンを強調していたりする。行は他の機能を持つこともあり、型通りのメーターのパターンに従って書かれていない場合には特にそうである。行によって、異なった単位で表現された思考を分離・比較・対比したり、調子の変化を強調したりすることができる。
詩行はしばしば連（スタンザ）と呼ばれる、含む行数によって名付けられる単位を構成する。2行から成るものは二行連、以降三行連、四行連、五行連、六行連、八行連となる。これらの詩行は互いに韻やリズムによって関連付けられる場合もそうでない場合もある。例えば、二行連は同一のメーターを持ち押韻する2つの行から成る場合も、メーターのみを共有する2行から成る場合もある。関連付けられた複数の二行連や三行連が1つの連の中にある場合も多い。

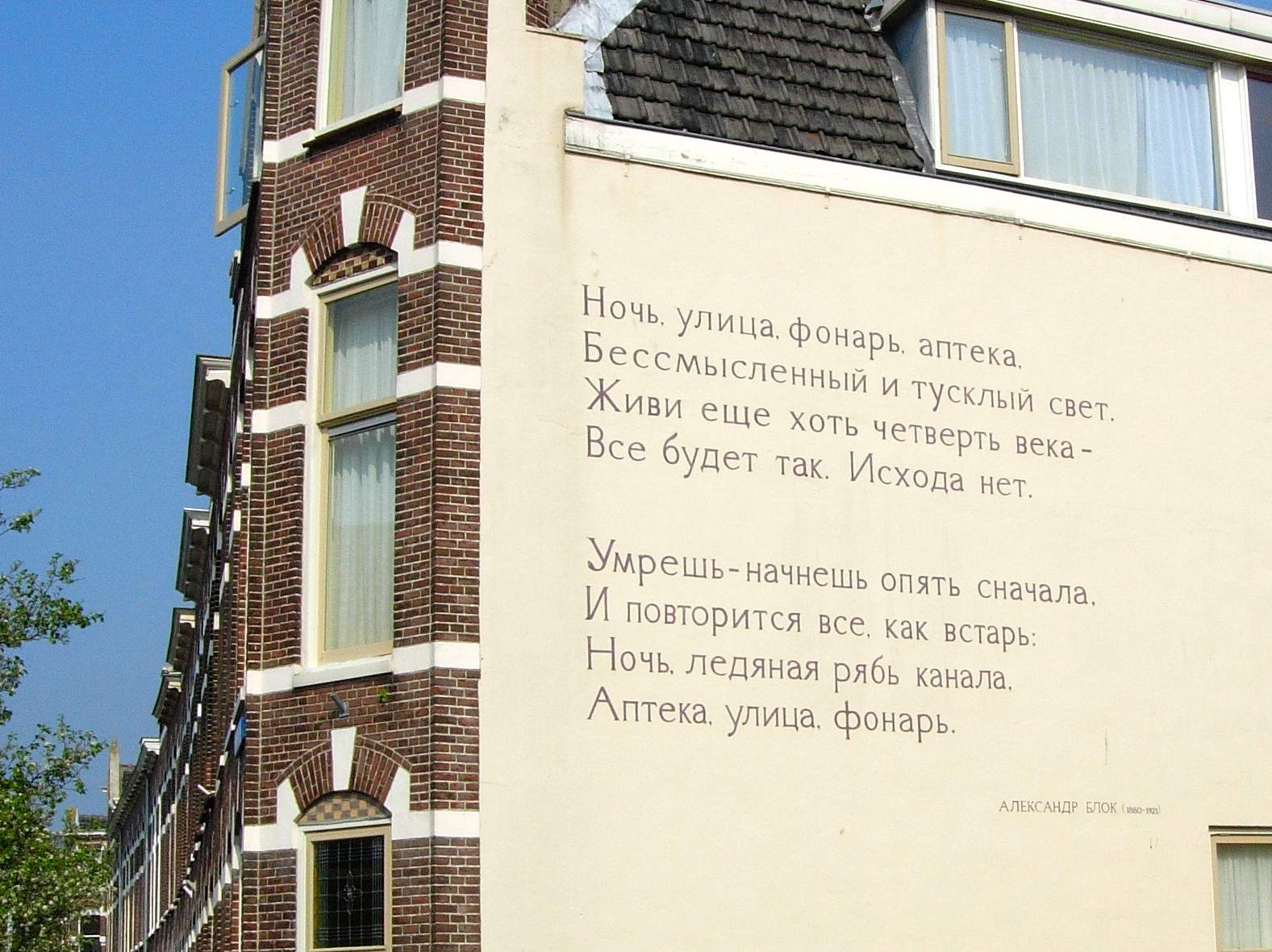
アレクサンドル・ブロークの詩『夜、通り、街灯、ドラッグストア』。ライデンの壁。

パラグラフ単位で構成される詩もあり、こうした詩では確立したリズムを伴う規則的な押韻は用いられず、詩の調子はパラグラフ形式の中で確立されたリズム、頭韻、脚韻などの集積によって生み出される。規則的な押韻とリズムが用いられていた地域であってでも、多くの中世の詩はパラグラフ形式で書かれていた。
多くの詩型で、連は連結されており、1つの連の押韻構成やその他の構造要素が以降に続く連のそれらを決定する。こうした連結された連の例として、最初の連でリフレイン（ヴィラネルの場合は複数のリフレイン）が確立され、以降の連でそれを繰り返すガザルやヴィラネルなどがある。連結された連はまた詩をテーマ別の部分に分離することにも使われる。例えば、頌歌形式でのストロペー、アンティストロペー、エポードはしばしば1つもしくは複数の連に分離されている。このような場合や、その他構造が極めて規則的に作られている場合には、1つの連が完全なセンテンスと纏まりのある考えから成る1つの完成した思考を形成するのが普通である。
いくつかの場合、特に叙事詩の形式にあるような長大で秩序立った詩の場合には、連そのものが厳密な規則に従って構築され、結合される。スカルド詩では、「Dróttkvætt」（「君主らしい詩」。en:Alliterative verse 参照）の連は8行から成り、各々が頭韻もしくは類韻により生み出される3つの「リフト」(lifts) を持っていた。2-3の頭韻に加えて、奇数行では子音の部分的な韻（母音は似ていない）が必ずしも語頭とは限らない位置で踏まれ、偶数行では組となった音節が必ずしも語尾とは限らない位置で中間韻を踏んでいた。それぞれの半行は正確に6つの音節から成り、各行はトロカイオスで終わっていた。複数の Dróttkvætt の配置は、個々のそれの構成に比べれば遥かに緩やかな規則に基づいていた。

#### 視覚表現

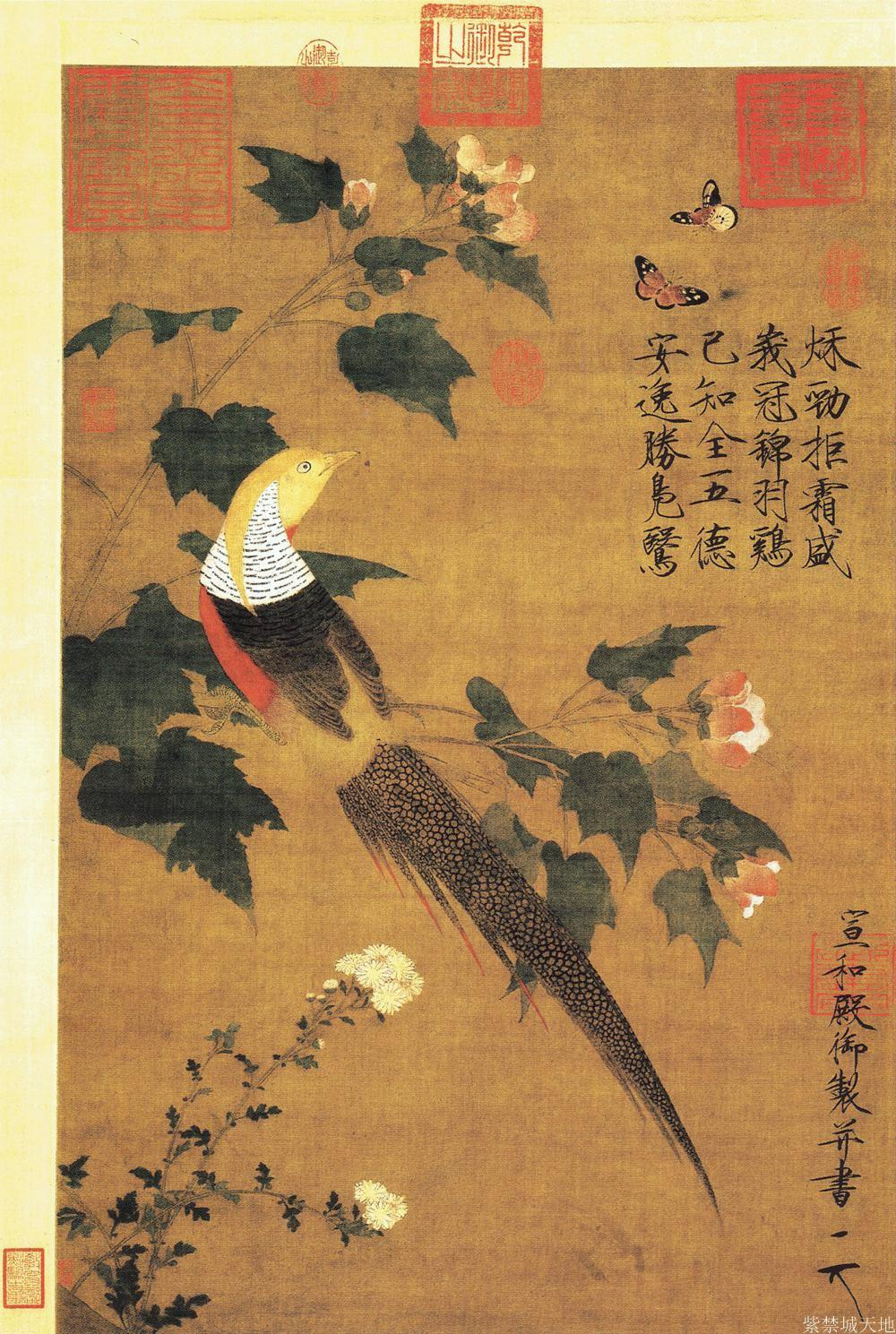
徽宗「芙蓉錦鶏図」(11世紀頃)。五言絶句の賛がある

印刷術の出現以前から、詩の視覚的な外見はしばしば詩に意味や深みを付与していた。折句は詩行の先頭やその他の特定の位置にある文字によって意味を伝えた。アラビア詩、ヘブライ詩、漢詩、和歌などでは、優美なカリグラフィーで書かれた詩の視覚的表現は多くの詩において重要な全体的効果を及ぼしていた。
印刷術が出現すると、詩人たちは大量生産によってさらなる視覚的表現を操れるようになった。視覚的要素は詩人の道具箱の重要な部分となり、多くの詩人たちは視覚的表現を幅広い目的に活用しようとした。モダニズム詩人の中には、ページ上での個々の詩行や詩行の纏まりの配置を詩の構成の不可分な一部とした者もいた。時としてこれは、さまざまな長さの視覚的なカエスーラを通して詩のリズムを補ったり、並置を作り出すことによって意味や多義性やイロニーを際立たせたり、また単純に審美的に心地よい形を作り出したりした。最も極端な形としては、カリグラムや失象徴筆記 (en:asemic writing) のようなものまである。

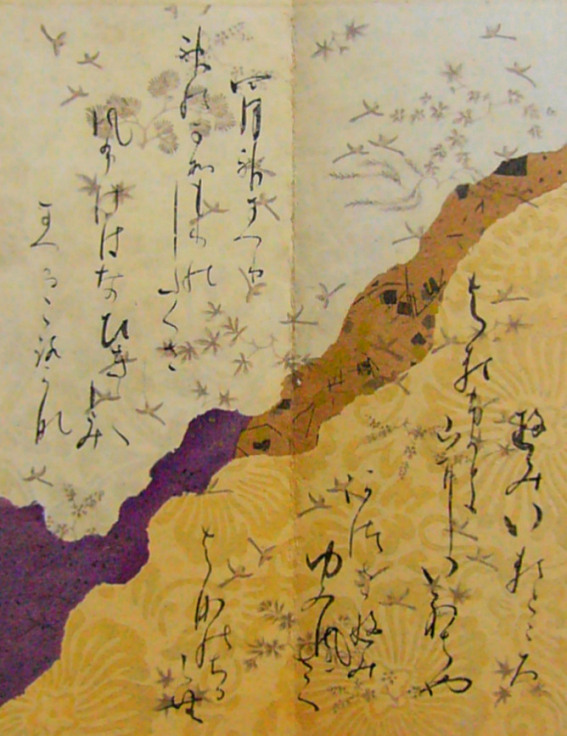
源順の歌の藤原定信による色紙（1100年頃）
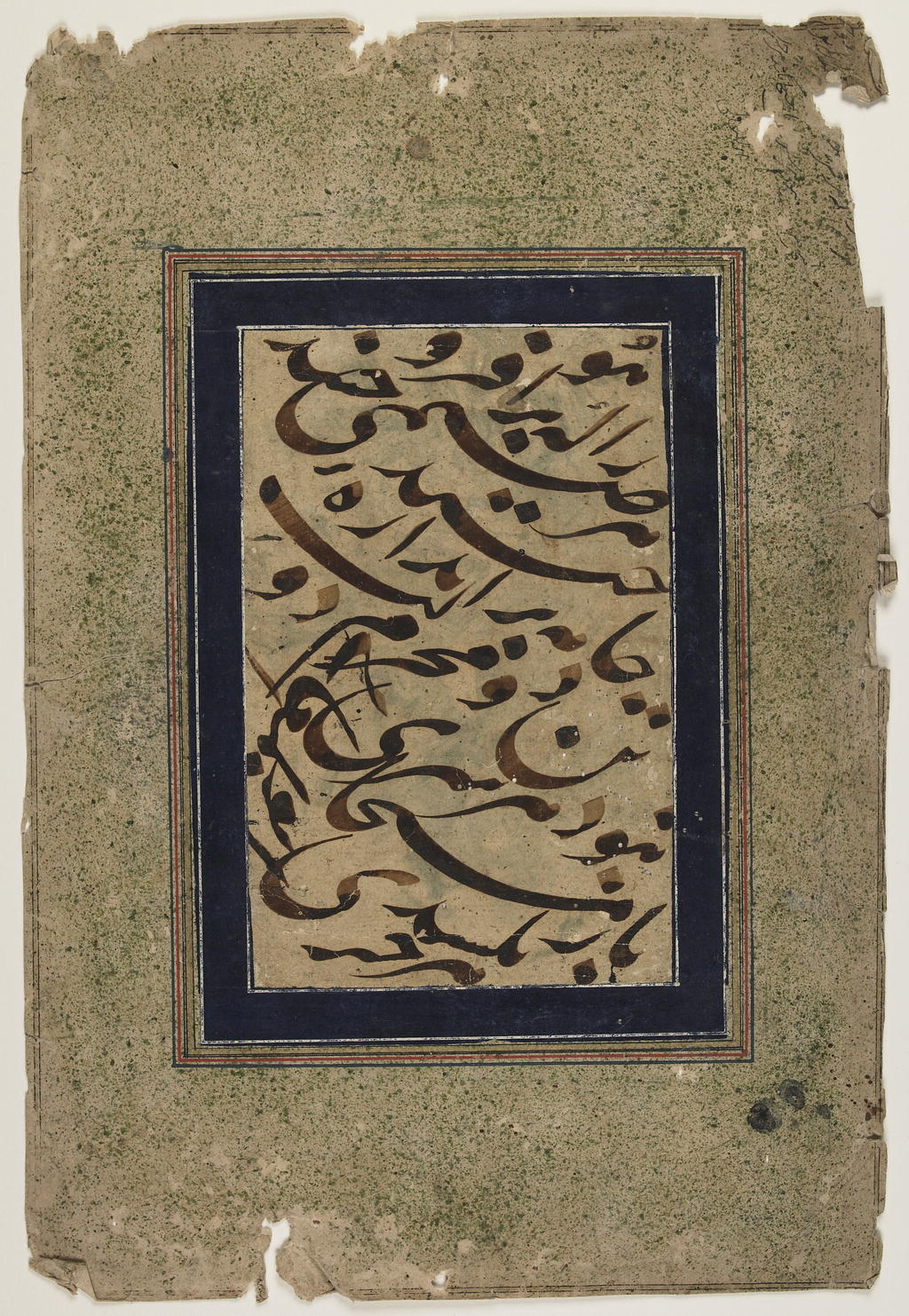
ニザーミーの詩のカリグラフィー（16-17世紀頃）
Christian Verdunによる『Escape』（2012年）：ベトナム戦争の終わりにサイゴンを去る最後のヘリコプターのイメージを描くために配置されたアッサンブラージュ詩
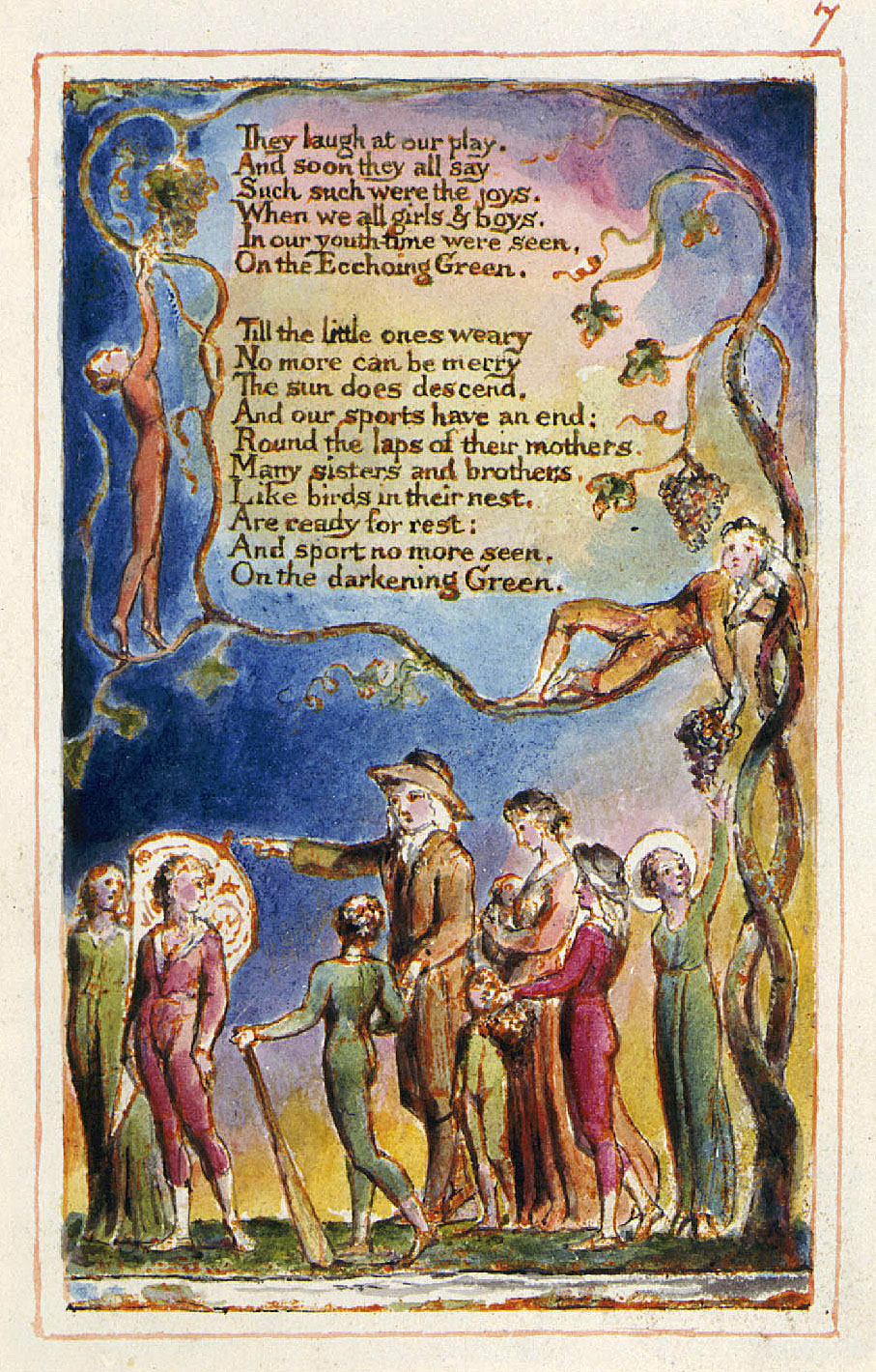
ウィリアム・ブレイク『無垢と経験の歌』(1789)
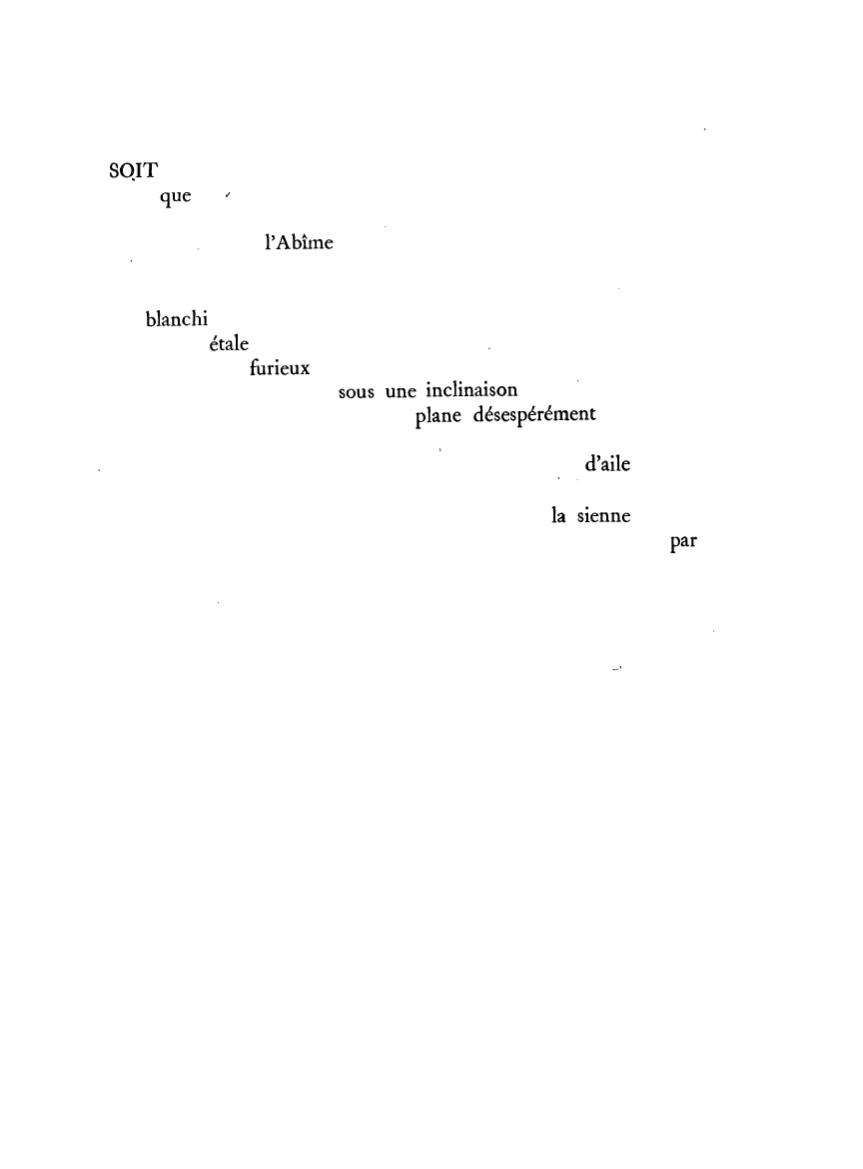
ステファヌ・マラルメ『骰子一擲』(1897)（→全文）
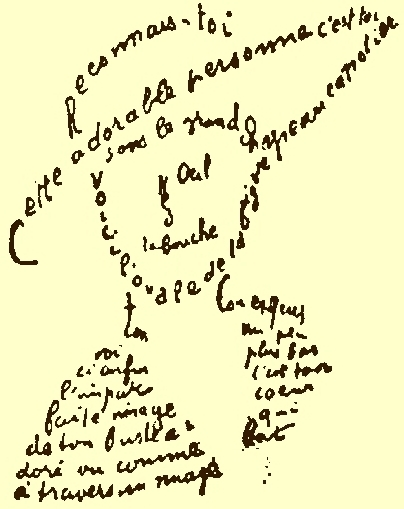
ギヨーム・アポリネールのカリグラム(1915)
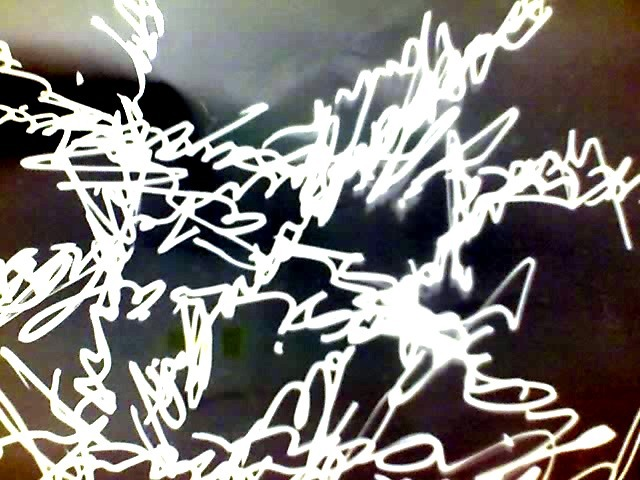
Marco Giovenale による asemic writing

### 詩語

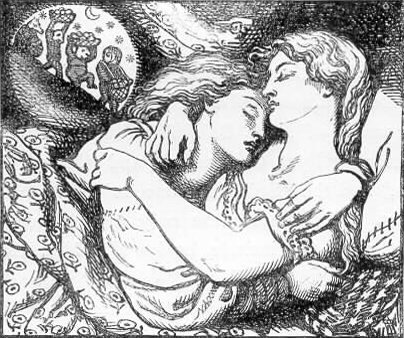
クリスティーナ・ロセッティ『「ゴブリン・マーケット」とその他の詩』(1862) のダンテ・ゲイブリエル・ロセッティによるイラストレーション。『ゴブリン・マーケット』では童謡の形を取りながら複雑な詩語を駆使した。「ゴブリンたちを見てはだめ／その果物を買っちゃだめ／どんな土に生やしてるんだか／その渇いた貪欲な根っこを？」

詩語（en:poetic diction; 詩の用語法）は言語が使用される方式を扱う。音声だけでなく、内在する意味や、その音声や詩型との相互作用にも及ぶ。多くの言語や詩型は極めて独特な詩語を有しており、詩のための独自の文法や方言を持つまでに至っている。これには20世紀後半の韻律論で好まれたような通常の言葉遣いの厳密な使用から、中世やルネサンス期のマーカー（en:makar. スコットランドの詩人を指す）などに見られる非常に華美できらびやかな言語の用法までの幅がある。
詩語には直喩や隠喩（メタファー）のような修辞技法やイロニーのような口調なども含まれる。アリストテレスは『詩学』において「何よりも偉大なことは隠喩の名手であることだ」と書いている。モダニズムの台頭と共に、詩人たちの一部は修辞技法に重きを置かない詩語を選び、事柄や経験を直接表現し、口調を探求しようとした。他方で、シュールレアリストたちは修辞技法をその極限まで推し進め、誤転用を頻繁に使用した。
寓話（アレゴリー）は多くの文化において詩語の中核となっており、古典期、中世盛期、ルネサンス期の西洋で顕著であった。しかしながら詩は、全面的にアレゴリー的であるよりもむしろ、完全なアレゴリーを構築することなしに言葉の意味や効果を深化させる象徴や引喩を含むこともある。
詩語の他の強力な要素としては鮮明なイメージを効果のために用いることが挙げられる。例えば、予期せぬ、あるいは有り得ないイメージの並置はシュルレアリスム詩（デペイズマン）や俳句で特に強力な要素となっている。鮮明なイメージはまたしばしば象徴性にも満ちている。
詩語の多くで、（ホメロスの「薔薇色の指をした暁（の女神）」や「葡萄酒の濃き海」のような）短いフレーズやより長いリフレインのようにして、効果を得るための語句の反復が行われる。このような反復は詩に頌歌の多くで見られるような厳粛な調子を付加し、あるいは言葉の文脈が変わればイロニーを交えたりもする。例えば、シェイクスピア『ジュリアス・シーザー』のアントニーの有名なユーロジーでは、アントニーが繰り返す「ブルータスは高貴な男ゆえ」という言葉は真摯な調子から皮肉が滲み出るものへと変化してゆく。

## 詩型
多くの文化がそれぞれ独自の詩型を発展させてきた。成熟・完結し、もしくは「広く認められた」詩型では、押韻構成やメーターやその他の要素は一連の規則に基づく。エレジーのように比較的ゆるやかな構成規則を持つものから、ガザルやヴィラネルのように高度に様式化された構造を持つものまでがある。以下では複数の言語に跨って広く用いられている詩型の一部を記述する。

### ソネット

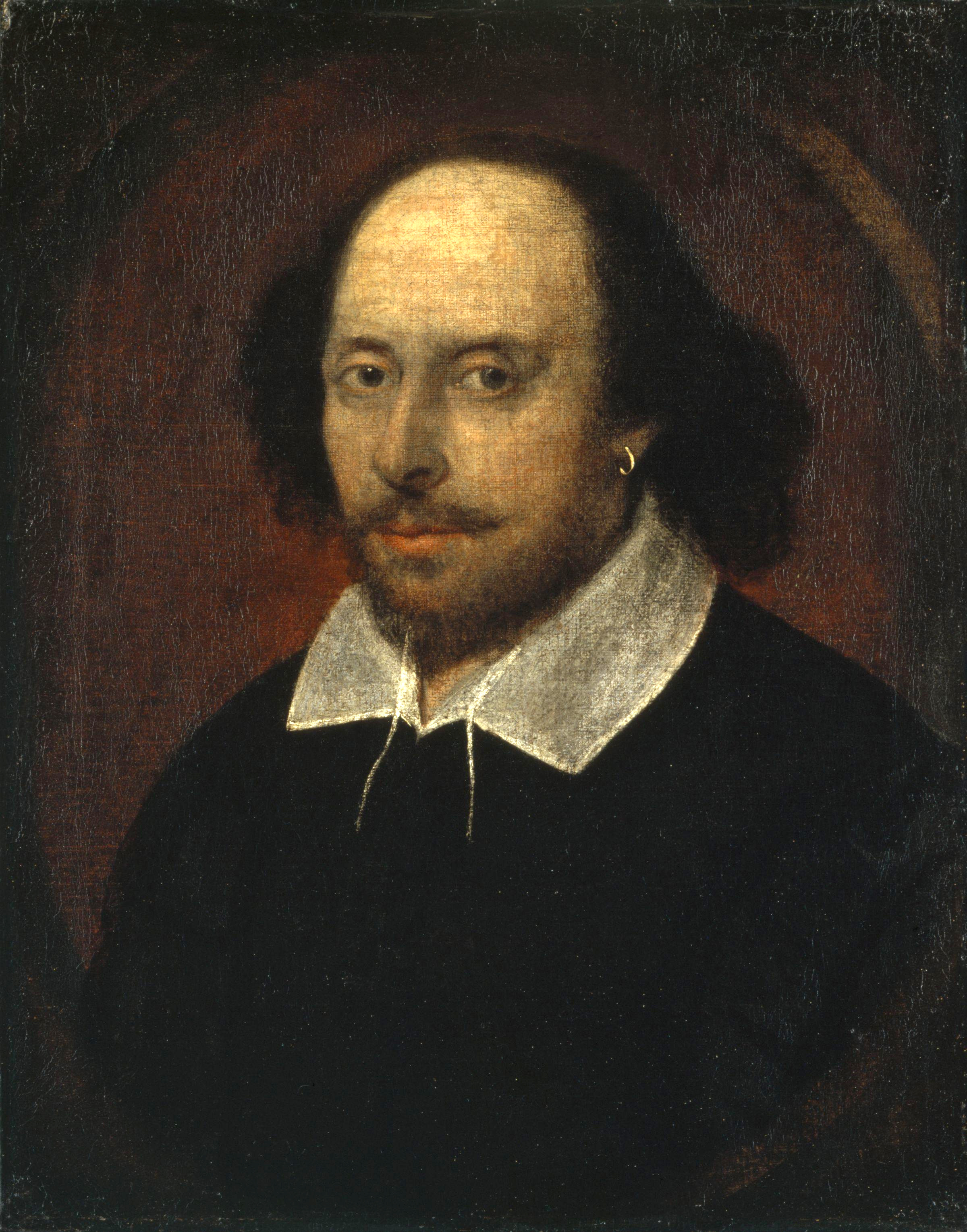
ウィリアム・シェイクスピア

ソネットは時代を通じて（西洋詩で）最も一般的な詩型であり、13世紀頃には14行から成り一式の押韻構成と論理構造に従う詩として成立していた。典型的には、ソネットの最初の4行は「a-b-a-b」の押韻構成を取り、主題を導入する。ソネットに纏わる慣習はその歴史と共に変化し、結果としてさまざまな異なったソネット形式が存在する。伝統的に、英語の詩人はソネットには弱強五歩格を用いる。特にスペンサー風ソネットやシェイクスピア風ソネットが代表的である。ロマンス諸語では、十一音節詩やアレクサンドラン（十二音節詩）が最も広く使用されるメーターであるが、イタリアでは14世紀以降ペトラルカ風ソネットが使用された。ソネットは恋愛詩と特に結び付けられ、鮮明なイメージに基づく詩語を用いることが多かったが、8行から6行へ、及び最後の二行連への移行に伴う転換はまたソネットを数多くの主題にとって使いやすくダイナミックな形式ともした。シェイクスピアの諸ソネットは英詩で最も有名なものの1つであり、20作が『Oxford Book of English Verse』に収められている。
日本では明治以降蒲原有明、上田敏、中原中也、立原道造などがソネットでの詩作を行ったほか、戦中・戦後にもマチネ・ポエティクの詩人たちが定型押韻詩の試みとして押韻したソネットを集団的に書いた。

### セスティーナ
プロヴァンスのトルバドゥールたちを起源とするセスティーナには6つのスタンザがあり、各々が押韻しない6行から形成され、最初のスタンザの各行末の単語が周期的なパターンで他のスタンザに再登場する。これを各語を2つずつ含む3行から成るスタンザが締め括る。

### ヴィラネル

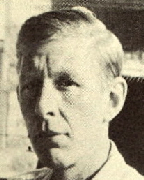
W・H・オーデン

ヴィラネル（原義は「田園詩」）は5つの三行連と末尾の四行連から成る19行詩である。最初のスタンザの1行目と3行目に用いられた2つのリフレインが以降のスタンザの末尾で交互に用いられ、最後の四行連は両方のリフレインで締め括られるのが特徴となっている。それ以外の各行は「a-b」の交韻を持つ。19世紀末以降、ディラン・トマス、W・H・オーデン、エリザベス・ビショップなどに見られるように英詩でしばしば用いられるようになった。全体として既存の詩型が用いられなくなる時代にあって、逆に広く用いられるようになった詩型である。

### パントゥーン
パントゥーン (en:pantoum) はヴィラネルに類似した比較的稀な詩型である。四行連の連続により構成されており、各スタンザの2行目と4行目が次のスタンザの1行目と3行目として繰り返される。

### ロンドー
ロンドーは元々はフランスの詩型であり、2つの脚韻を用いた「5-4-6」の3連15行で書かれ、1行目の冒頭部がリフレインとして第2・第3連の最後の行に用いられる。

### 近体詩

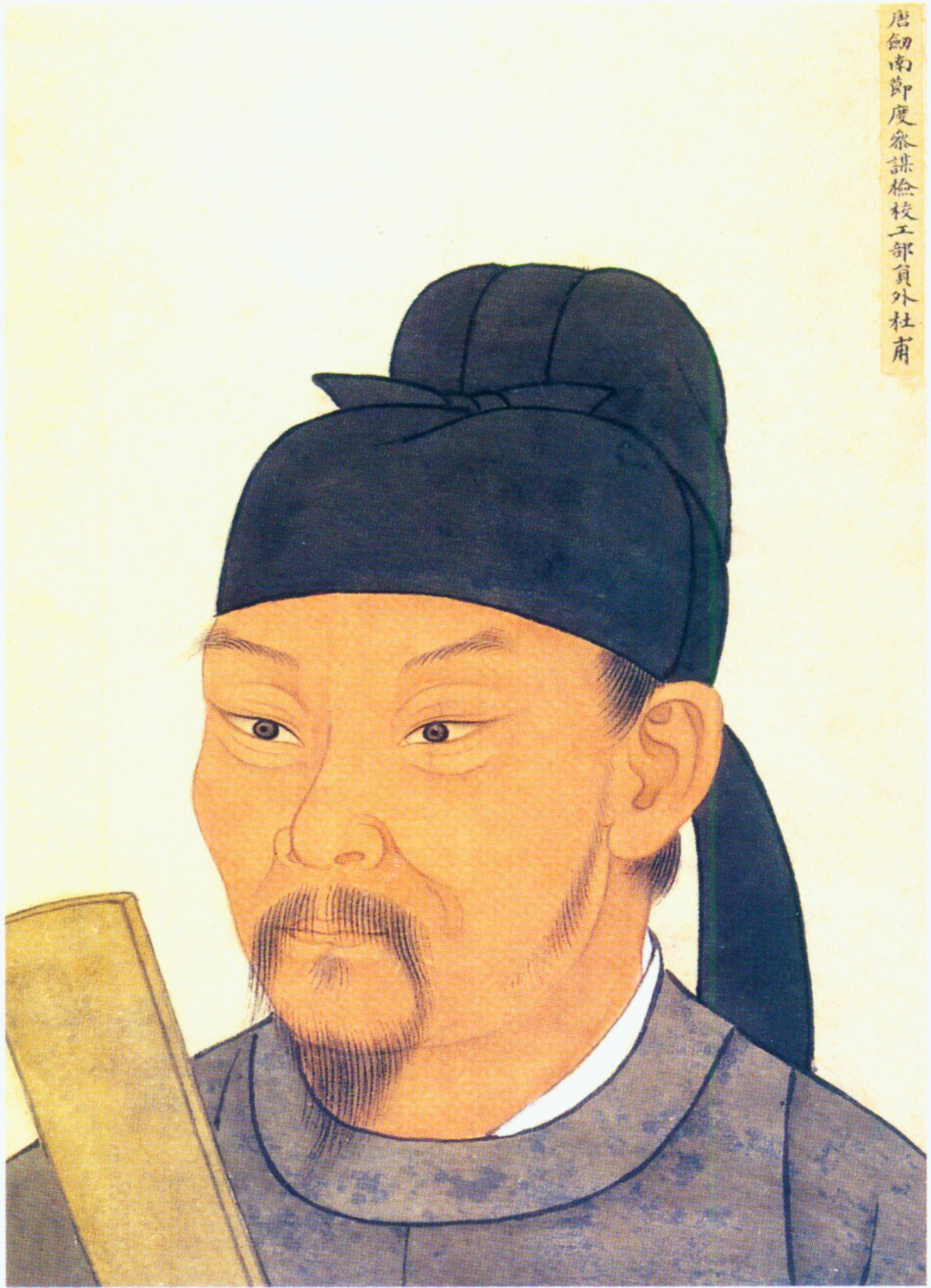
杜甫

近体詩は古典中国語の四声（平声、上声、去声、入声）を用いた各二行連での声調のパターンに基づく中国の詩型である。近体詩の基本形は二行連4つの計8行（8句）から成り、第2・第3の二行連の各行は対句となっている律詩である。対句では、平行関係にある行は対照的な内容を持つが単語（漢字）の間の文法関係は同一でなければならない。近体詩は豊かな詩語を持ち、引喩に満ちていることが多く、歴史や政治を含む幅広い主題に亘っていた。8世紀、唐王朝の杜甫や李白などがこの詩型の達人であった。律詩の他に、4行から成る絶句、12行以上から成る排律などがあり、1行の文字数が5文字の「五言」と7文字の「七言」があるなどのバリエーションがある。
近体詩以前から存在した比較的自由な漢詩の詩体は古体詩と呼ばれ、楽府などの形式がある。

### 短歌

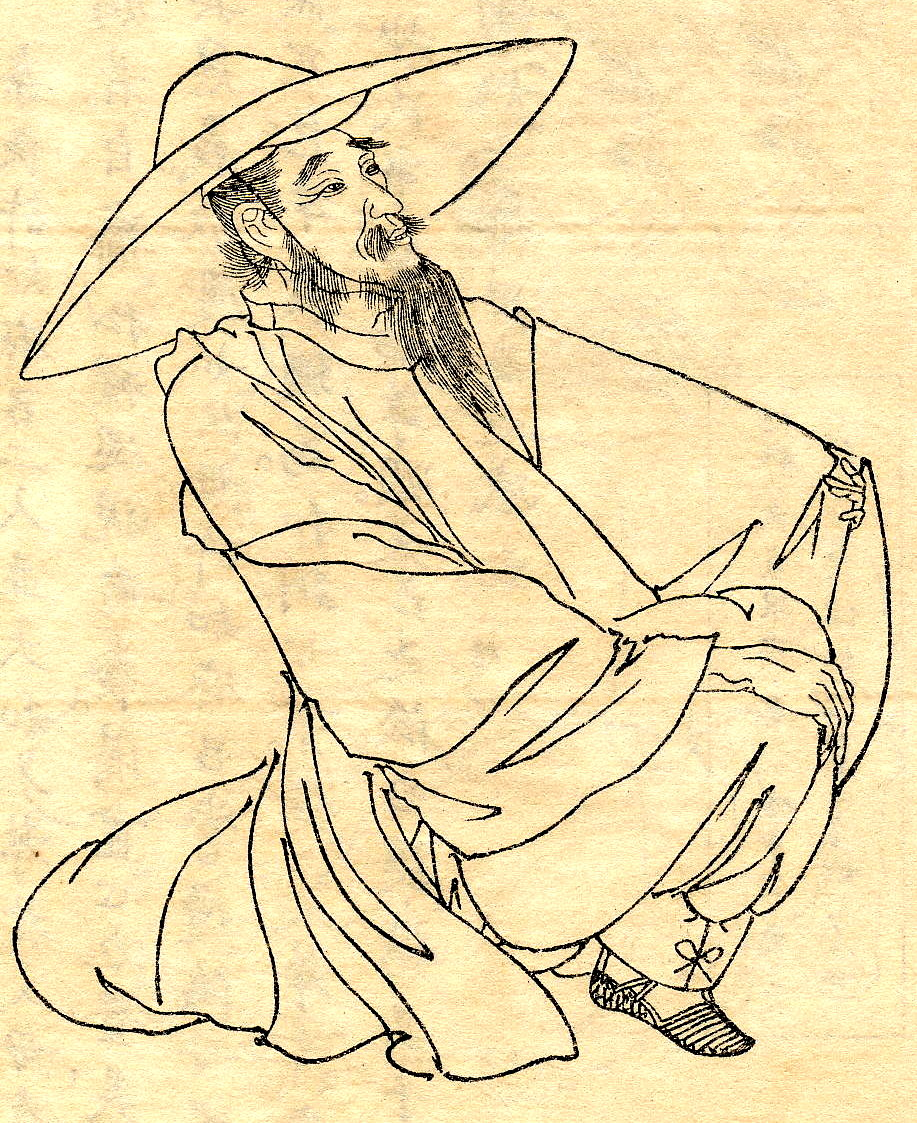
柿本人麻呂

短歌は、「5-7-5 7-7」のパターンに構成された5つの部分から成る31の「音字」（モーラと同一の音韻単位）で作られる日本の押韻しない詩（和歌）の形式である。前半の「5-7-5」のフレーズ（上の句）と後半の「7-7」のフレーズ（下の句）の間（もしくは他の位置）で調子や題材に転換があるのが普通である（句切れ）。短歌は奈良時代には柿本人麻呂などの歌人によって詠まれており、この時期に日本は中国から借用した形式による詩が大半であった時代から抜け出し始めた。短歌は当初は日本の定型詩（倭歌）のうち短いものであり、公の主題よりも個人的な主題を探求するのに大いに用いられ、従ってより形式張らない詩語を有した。13世紀までには短歌は日本の最有力な詩型となり、今日でも広く詠まれている。日本語以外の言語で短歌を書く詩人は31音の規則は無視する場合が多い。
連歌と呼ばれる多人数による短歌の連作も行われた。また短歌形式で風刺・皮肉・滑稽を盛り込んだものを狂歌と呼ぶ。

### 俳句

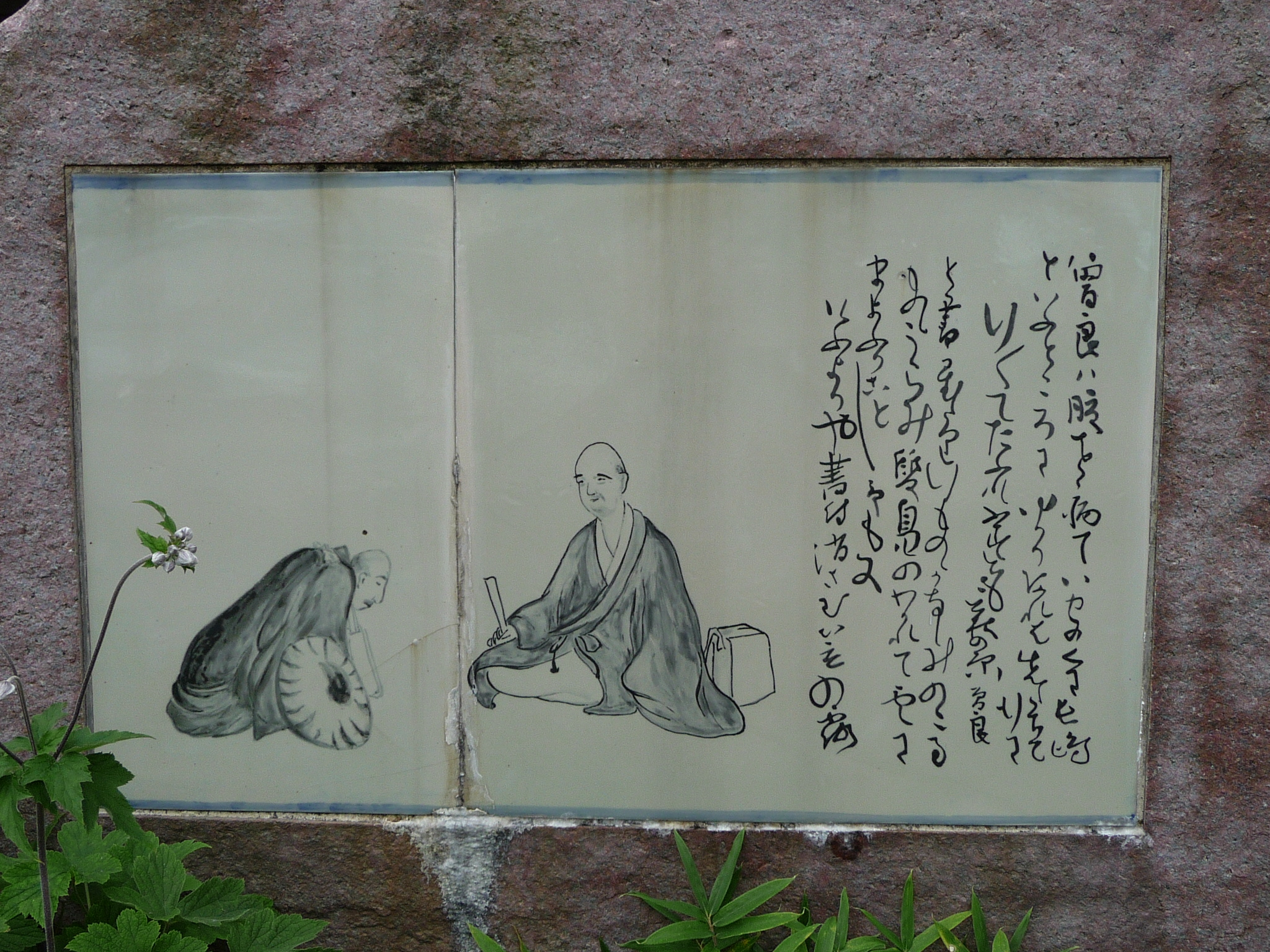
松尾芭蕉『おくのほそ道』のプレート

俳句は17世紀に俳諧における連句の最初の句である「発句」から発展して形成された、日本の大衆的な押韻しない詩型である。俳句は「5-7-5」のパターンに構成された3つの部分から成る17音字で作られ、縦1行に書かれるのが普通である。伝統的に俳句は、通常は3つの部分のいずれかの末尾に切れ字と呼ばれる流れを切る語が置かれ、また季語と呼ばれる季節の言葉を1つ含む。俳句の最も有名な唱道者は松尾芭蕉 (1644-1694) であった。芭蕉の句とその英訳例（6-5-5の16音節となっている）：
富士の風や扇にのせて江戸土産
the wind of Mt. Fuji
I've brought on my fan!
a gift from Edo
五七五形式で、季語や切れ字の規則もなくより庶民的な内容を扱うものを川柳と呼ぶ。

### ルバーイイ
ルバーイイはアラビア、ウルドゥー、ペルシア、アゼルバイジャンの詩人たちに用いられる4行（四行連）の詩である。ペルシアの詩人ウマル・ハイヤームはその『ルバイヤート』（「ルバーイイ集」を意味する）で高名である。ウマル・ハイヤームのルバイヤートのエドワード・フィッツジェラルドによる英訳も有名であり、日本へもまずフィッツジェラルド訳からの重訳により紹介された。ハイヤームのルバイヤートから一例：
| ペルシア語原文                 | 日本語訳                           |
| ------------------------------ | ---------------------------------- |
| آن قصر که جمشید در او جام گرفت | ジャムシードが酒盃を手にした宮居は |
| آهو بچه کرد و شیر آرام گرفت    | 狐の巣、鹿のすみかとなりはてた。   |
| بهرام که گور می‌گرفتی همه عمر   | 命のかぎり野驢を射たバハラームも、 |
| دیدی که چگونه گور بهرام گرفت   | 野驢に踏みしだかれる身とはてた。   |

### 時調
時調は朝鮮の詩人が用いる短い音楽詩である。およそ14-16音節から成る3行で書かれ、合計44-46音節となる。各行の中間で休止が置かれるので、英語などでは3行ではなく6行で印刷されることもある。尹善道 (1587 - 1671) の作品から：
| 中期朝鮮語                          | 現代朝鮮語                              | 日本語訳                                              |
| ----------------------------------- | --------------------------------------- | ----------------------------------------------------- |
| 내버디 멋치나 ᄒᆞ니 수석과 송죽이라  | 내 벗이 몇인가하니 수석과 송죽이라      | 僕に友達が何人いるかって？ 水に石に、竹に松。         |
| 동산의 ᄃᆞᆯ오르니 긔더옥 반갑고야     | 동산에 달오르니 그 더욱 반갑도다        | 東の丘に昇る月も楽しい仲間。                          |
| 두어라 이다ᄉᆞᆺ밧긔 또더ᄒᆞ야 머엇ᄒᆞ리 | 두어라, 이 다섯 밖에 또 더해야 무엇하리 | この5人の仲間の他に、どんな楽しみが要るというんだい？ |

### 頌歌

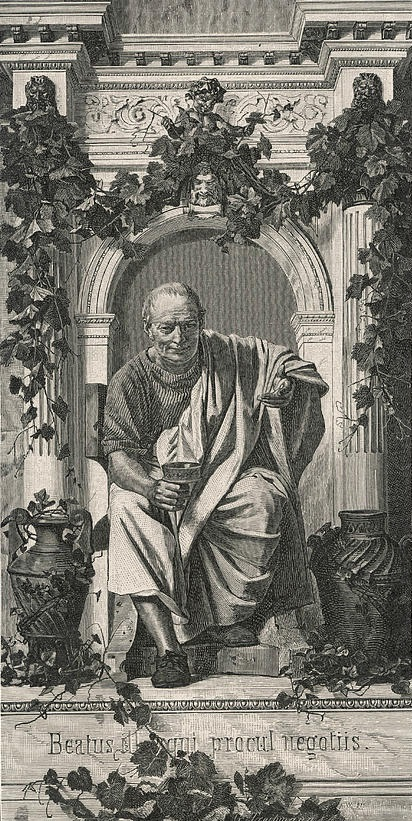
ホラティウス

頌歌（頌詩、オード）はピンダロスなどの古代ギリシア詩人やホラティウスなどのラテン詩人によって作り出された。ギリシア・ローマの影響を受けた数多くの文化で頌歌の形式が見出される。頌歌は通常ストロペー、アンティストロペー、エポードの3つの部分から成る。アンティストロペーは類似した韻律構造と、伝統にもよるが、類似した押韻構造を持つ。対比的に、エポードは異なった配置と構造で書かれる。頌歌はフォーマルな詩語を持ち、概して厳粛な主題を取り扱う。ストロペーとアンティストロペーは主題を異なった（しばしば相反する）視点から見ており、エポードでは両視点からより高い水準へと移行し、あるいはその根底にある問題を解決する。頌歌はしばしば2組の合唱隊（または2人）で朗読もしくは詠唱されることを意図しており、一方がストロペーを、もう一方がアンティストロペーを語り、両者がエポードを語る。時代と共に、頌歌の形式と構造には相当なバリエーションが発達したが、概してピンダロスとホラティウスの頌歌の影響を残している。西洋以外で頌歌に類似したものとしてペルシアのカスィーダ (en:qasida) がある。

### ガザル
ガザル（en:ghazel; アラビア語: ghazal, ペルシア語: ghazel, トルコ語: アゼルバイジャン語: gazel, ウルドゥー語: gazal, ベンガル語: gozol〔シレット方言を含む〕）はアラビア、ペルシア、トルコ、アゼルバイジャン、ウルドゥー語、ベンガル語の詩で共通して用いられている形式である。古典的な形式では、ガザルは2行目の終わりに共通のリフレインを持つ押韻した5から15の二行連で構成される。このリフレインは1音節もしくは複数の音節から成り、その直前で押韻する。各行は同一のメーターを持つ。二行連はそれぞれが完結した思考を持ち独立しており、ガザル全体が「叶わぬ愛」や神性などの主題を試案する形になっていることが多い。最後の二行連に作者の署名が書かれるのが普通である。
多くの言語で長い歴史を持つ他の詩型と同様に、ガザルにもさまざまな変種が形成され、その中にはウルドゥー語のほとんど音楽にも等しい詩語を持つ形式も含まれる。ガザルは伝統的にスーフィズムとの親和性があり、数多くのスーフィズム宗教の作品がガザル形式で書かれた。比較的規則正しいメーターとリフレインの使用は呪術的な効果を生み出し、これがスーフィズムの秘教的な主題を良く補完している。この形式の達人としては、13世紀ペルシアのコンヤ（現在のトルコ）の詩人であったジャラール・ウッディーン・ルーミーがいる。

### アクロスティック

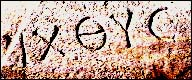
と彫られた石

アクロスティック（後期ギリシア語 akrostichon < akros「先頭」 + stichos「詩行」）、「折句」はアルファベットなどで書かれた詩やその他の書き物で、各行／段落／その他の反復構造の最初の文字／音節／単語を合わせると別のメッセージとなるものである。この窮屈な形式は、想起を簡単にするための記憶術として使われたものであるのかもしれない。有名なアクロスティックとして、ギリシア語での神を称える文句 Ιησούς Χριστός, Θεού Υιός, Σωτήρ「イエス・キリスト、神の子、救世主」がある。最初の文字を綴り合わせると ΙΧΘΥΣ となり、これはギリシア語で「魚」を意味した。よって、初期のキリスト教徒は頻繁に魚を用い、今日でもイエス・キリストのシンボルとなっている。
日本の折句としては「かきつばた」を折り込んだ伊勢物語の和歌「からころも　きつつなれにし　つましあれば　はるばるきぬる　たびをしぞおもふ」が高名である。今日では「縦読み」としても親しまれている。

### カンツォーネ
イタリア語で文字通り「歌」を意味するカンツォーネ（複数形カンツォーニ）はイタリアもしくはプロヴァンスの歌・バラッドである。マドリガルに類似した歌曲のタイプを指して使われることもある。シンプルでメロディアスな曲も、特にイタリア人以外によるものの場合カンツォーネと呼ばれる場合がある。モーツァルト『フィガロの結婚』のアリア「恋とはどんなものかしら」が典型的な例の1つである。
カンツォーネは（曲に合わせ）5-7スタンザで構成され、最初のスタンザの押韻構成と行数（通常7-20行）を引き継ぐ。典型的には各行は11音節である。

### 四行連詩
四行で構成されるスタンザ形式の詩で「aabb」「abab」「abba」「abcb」などの押韻構成でなる。ヨーロッパの詩の中で最も一般的なスタンザ形式である。

### リメリック
「a-a-b-b-a」の押韻構成の厳格な形式をもつ五行詩で滑稽五行詩、五行戯詩とも呼ばれる。リメリックという名前はアイルランドのリムリック県（リメリック県とも）から由来している。イギリスではエドワード・リアによって広まった。

### シンケイン
cinquain（シンケイン < フランス語: cinq 「5」）はアメリカ合衆国の詩人アデレイド・クラプシーが考案した詩型を特に指す。クラプシーの歿した翌年の1915年に刊行された全詩集に収められたのがその最初の例である。シンケインは日本の俳句と短歌にその発想を得ていた。

### 五行連詩
五行連詩 (quintain, quintil) は5行から成るパターンを用いた詩全般を指す用語であるが、その中でも特有の規則とガイドラインによって定義される特別な詩型が存在する。他に、現代日本では「5行で書く」ことのみを規制とした五行詩や五行歌という詩型もある。

### その他の形式
以上の他にも無数の詩の形式が存在する：

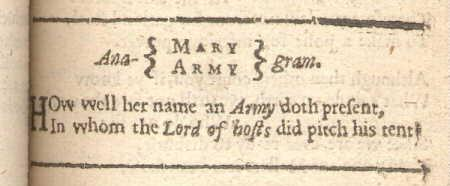
ジョージ・ハーバート『アナグラム』(1633)。写植を活用した具体詩。

- ミンネザング - 12-14世紀ドイツの恋愛詩。
- パストゥレイユ - 女羊飼いの恋愛を扱うトルバドゥールの詩型。
- en:Stev - スカンジナビアの抒情詩の形式。
- ヨイク (Yoik) - サーミ人の伝統的な歌。
- 琉歌 - 八八八六を基本形とする琉球諸島の定型詩。
- クローン詩形 (klon)、クローン詩形 (khlong) - タイの定型詩。詩形 (タイ文学)を参照。
- フォークソング - 口承による音楽的な詩の伝承（を本来は指した）。
- en:Carmina figurata - 普通に書かれた詩の外形が何らかの物の形になっている詩。文字を直接的に配置したものはカリグラム。
- 具体詩 (en:Concrete poetry) - 語の配置、活字、色その他の視覚的効果を、使用されている語の意味を補いもしくは脚色するのに用いる詩。
- ポエトリー・スラム (en:Poetry slam) - スポークン・ワード詩の現代形で、独特の発表形式（朗読合戦）としばしば関連付けられる。日本では「詩のボクシング」が知られている。
- ダブ・ポエトリー - ダブやレゲエのリズムに合わせて朗詠される朗読詩の一種。ダブ・ポエトリーを行う詩人のことをダブ・ポエットといい、リントン・クエシ・ジョンソンらが著名。
- 定型詩 - 定型を持つ詩の総称。
- 自由詩 - 従来的なメーターに代わり、リズム的なケイデンスや反復、フレーズ、イメージ、文法的パターンなどに基づいた詩。

### 近現代日本の詩の分類

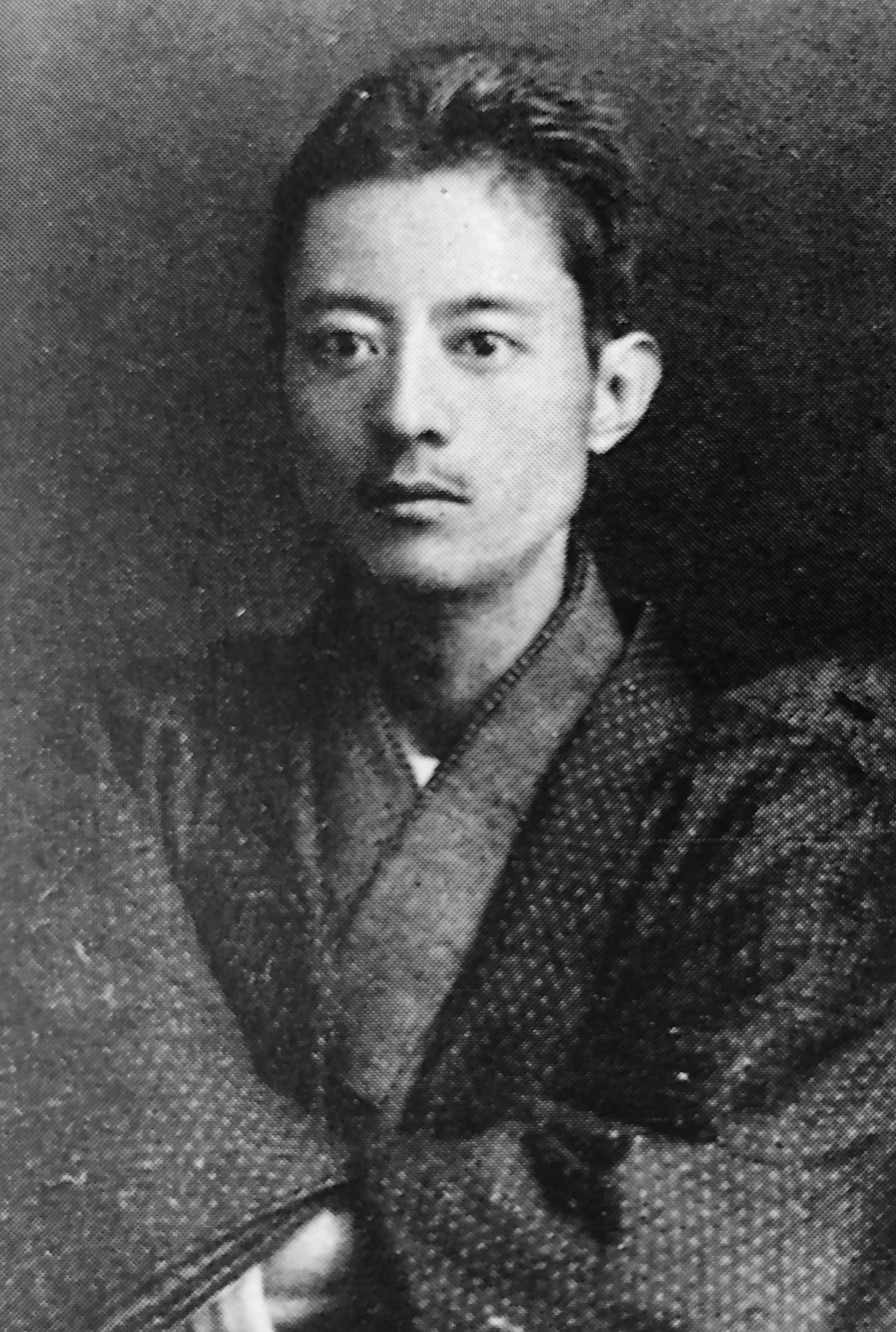
萩原朔太郎。『月に吠える』（1917年）は口語自由詩の可能性を大きく拡げた。

明治15年の『新体詩抄』に始まる明治時代の新体詩は、日本古来の文語と七五調によって西洋詩 (poetry) を再現しようと試み、同じ明治期のうちに言文一致運動によりその否定を迎える。このため文語を用いるか否かで文語詩と口語詩、七五調などの音数律を用いるか否かで定型詩と自由詩を区別し、その組み合わせで「文語定型詩」「文語自由詩」「口語定型詩」「口語自由詩」（行分け詩）の分類が行われる。また明治以降の、従来の和歌・俳句・漢詩などではない西洋式の詩を近代詩（新体詩を含む場合と含まない場合がある）、戦後のそれを現代詩と呼ぶ。短歌や俳句で音数律に従わないものは自由詩ではなく自由律と呼ばれる。

## ジャンル
個々の形式に加え、詩はさまざまなジャンルやサブジャンルによって捉えられることも多い。
詩のジャンルは概して、主題、スタイル、その他のより広範な文学的特徴に基づく詩の伝統もしくは分類である。ジャンルを文学の自然な形式であると見做す批評家もいる。またジャンルを、異なった作品がいかに他の作品と関連し言及するかの研究であると見做す批評家もいる。
叙事詩は広く認められるジャンルの1つであり、その時代の文化にとって英雄的もしくは重要な性質の出来事に関する長大な詩としてしばしば定義される。抒情詩も広く認められるジャンルであり、短く、美しい調子を持ち、観照的な傾向を持つ。批評家によってはより細かいサブジャンルへと詩を分類し、個々の詩は数多くの異なったジャンルに同時に属すると見做されもする。多くの場合、共通する伝統の結果として、詩のジャンルは文化を超えて同じ特性を見せる。
以下に一般的なジャンルをいくつか記述するが、ジャンルの分類、その特質の記述、そして詩をジャンルに分類しようとする理由そのものすらもさまざまな形を取りうる。

### 物語詩

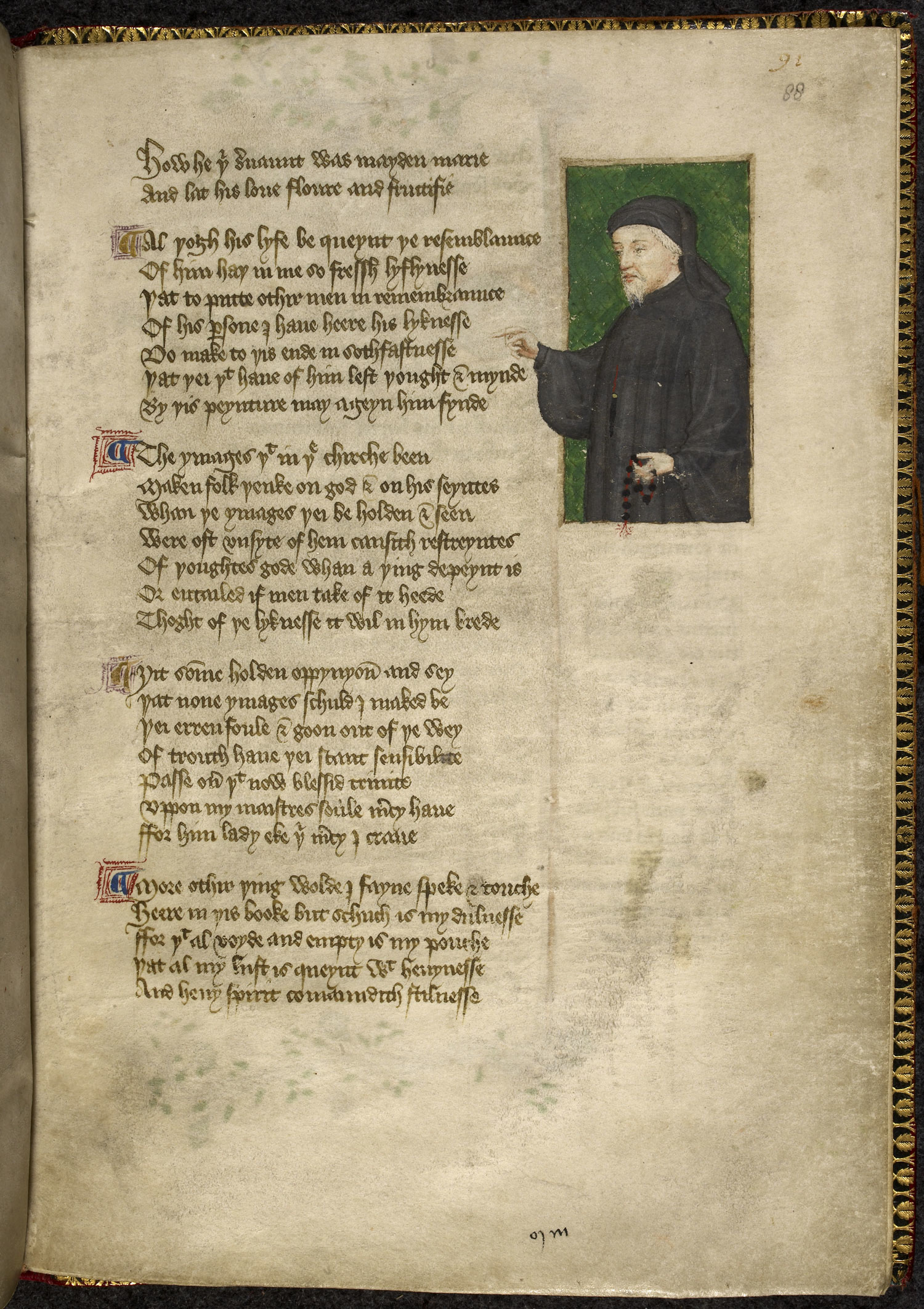
ジェフリー・チョーサー

物語詩は物語を語る詩のジャンルである。広義には叙事詩も物語詩に含まれるが、「物語詩」という用語はより小さな、概してより人間的興味に訴えるような作品に用いられることが多い。
物語詩は最も古い詩の種類であったかもしれない。多くのホメロス研究者は、『イーリアス』と『オデュッセイア』が一晩の娯楽により適している個別のエピソードに関する短い物語詩の編集（コンピレーション）により構成されたものであると結論している。多くの物語詩――スコットランド人やイングランド人のバラッドやスラヴ人の英雄詩など――は文字使用以前の口承に起源を持つ実演詩 (en:performance poetry) である。メーター、頭韻法、ケニングなどの詩を散文と区別する要素のいくつかはかつて伝統的な物語を暗唱する吟遊詩人たちの記憶術として機能していたのではないかと推測されている。
主要な物語詩人としては、オウィディウス、ダンテ・アリギエーリ、ファン・ルイス、ジェフリー・チョーサー、ウィリアム・ラングランド、ルイス・デ・カモンイス、ウィリアム・シェイクスピア、アレキサンダー・ポープ、ロバート・バーンズ、フェルナンド・デ・ロハス、アダム・ミツキェヴィチ、アレクサンドル・プーシキン、エドガー・アラン・ポー、アルフレッド・テニスンなどがいる。

### 叙事詩

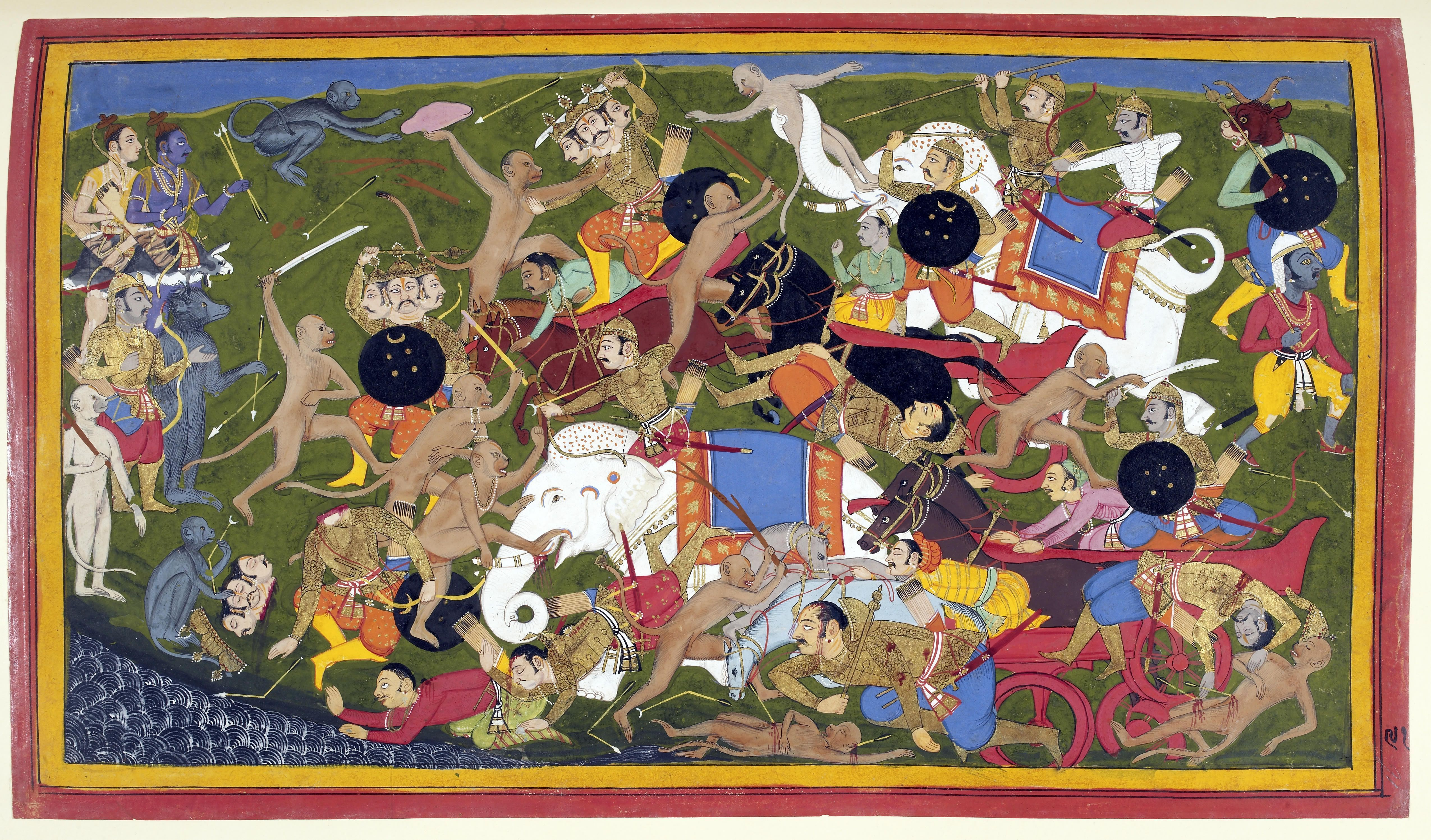
『ラーマーヤナ』よりランカの戦争。サヒブディン画(1649-53)

叙事詩は詩のジャンルの1つであり、また物語文学の主要な形式の1つでもある。叙事詩は持続的な語りにより英雄的もしくは神話的な人物（たち）の生涯と業績を物語る。
叙事詩の例として、ホメロスの『イーリアス』と『オデュッセイア』、ウェルギリウス『アエネーイス』、『ローランの歌』、『ニーベルンゲンの歌』、ルイス・デ・カモンイス『ウズ・ルジアダス』、『わがシッドの歌』、『ギルガメシュ叙事詩』、『マハーバーラタ』、ヴァルミキ (en:Valmiki)『ラーマーヤナ』、フェルドウスィー『シャー・ナーメ』、ニザーミー『ハムセ』（「五部作」）、チベットの叙事詩『リン・ケサル大王伝』、アイヌのユーカラなどがある。
西洋では20世紀初頭以降は叙事詩や長詩全般があまり書かれなくなったが、それでも若干の重要な叙事詩は書かれ続けている。デレック・ウォルコットはその叙事詩『オメロス』に主によりノーベル文学賞を受賞した。

### 劇詩

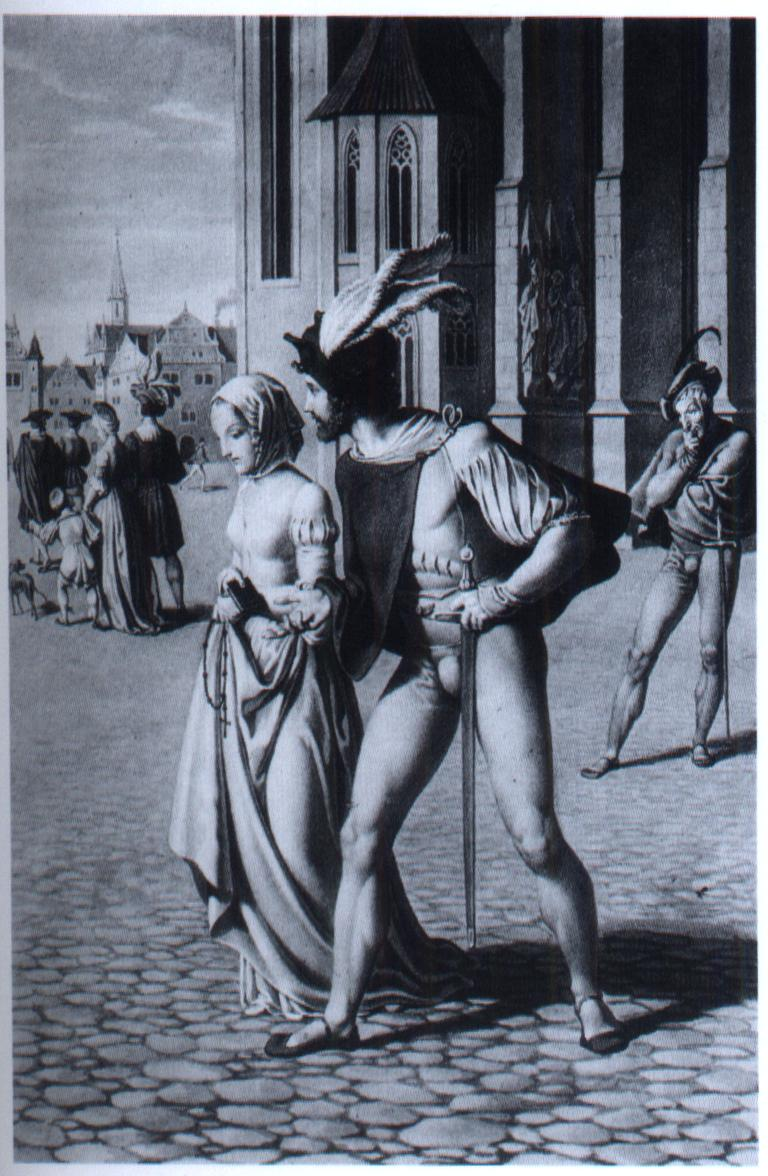
ゲーテ『ファウスト』、ファウストとグレートヒェン

劇詩は語りもしくは歌われるよう書かれた韻文の演劇である。多くの文化にさまざまな、また場合によっては類似した形式で存在する。韻文劇はサンスクリットやギリシアの叙事詩のような初期の口誦叙事詩から発達したものであるかもしれない。
韻文によるギリシア悲劇は紀元前6世紀に遡り、サンスクリット劇の発達に影響を与えた可能性がある。同様にインドの演劇は中国の戯曲の先触れとなった「変文」（zh:變文）の韻文劇の発達に影響を与えた可能性がある。東アジアの韻文劇には日本の能（謡曲）もある。
ペルシア文学の劇詩には、ニザーミーの著名な劇作品『ライラとマジュヌーン』『ホスローとシーリーン』、フェルドウスィーの『ロスタムとソラブ』などの悲劇、ジャラール・ウッディーン・ルーミーの『マスナヴィー』、アサド・グルガニーの悲劇『ヴィスとラミン』、Vahshi Bafqiの悲劇『Farhad』などがある。
西洋では伝統的に悲劇と喜劇を二大分野としてきた。韻文による悲劇ではギリシア悲劇の三大悲劇詩人（アイスキュロス、ソポクレス、エウリピデス）、後世のシェイクスピア、ジャン・ラシーヌなどがいる。喜劇ではアリストパネスやモリエールなどが代表的であるが、「喜劇」は必ずしも滑稽さを前提とはせず、ダンテの『神曲』(La Divina Commedia) なども分類上は喜劇となる。ゲーテ『ファウスト』のようにどちらにも分類されない劇詩も多い。今日では戯曲が韻文で書かれることは稀である。

### 風刺詩

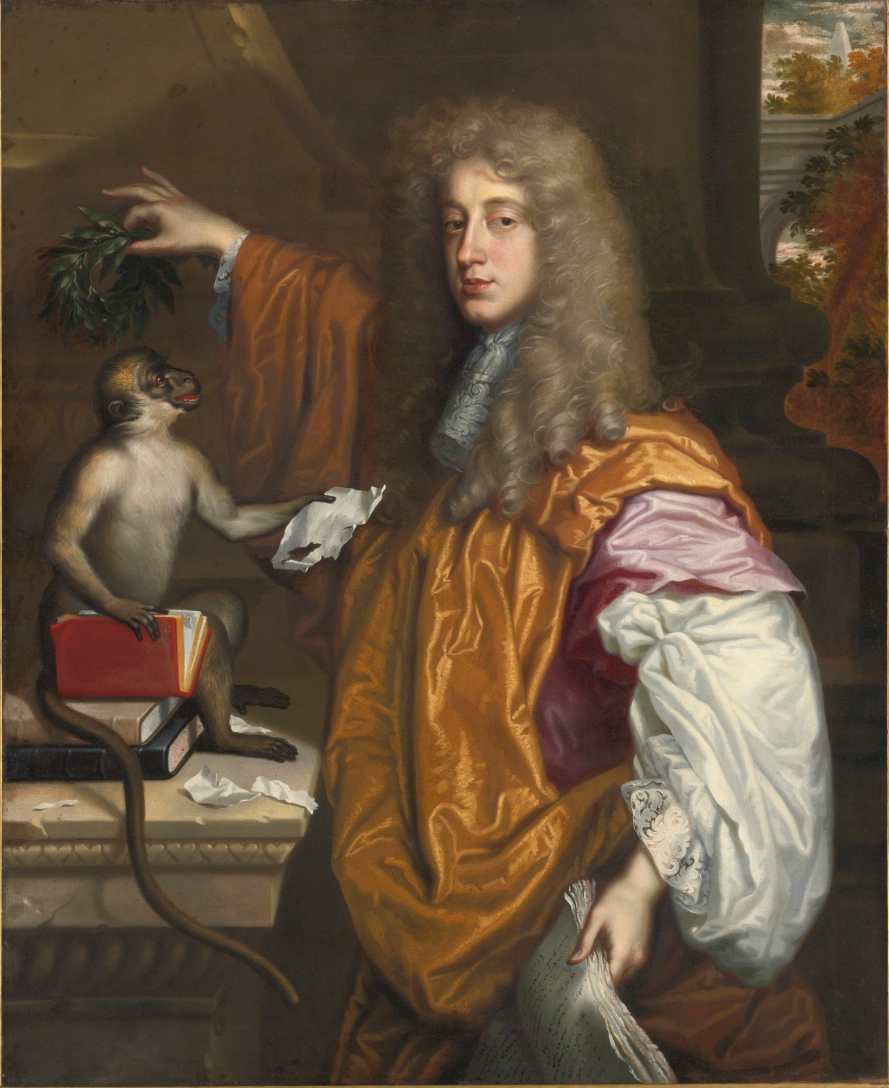
ジョン・ウィルモット

詩は風刺の強力な媒体にもなりうる。韻文で表された侮辱の一撃は、散文で言われもしくは書かれたものより格段に強力かつ記憶に残りやすいものになりうる。古代ローマ人は風刺詩の強い伝統を有しており、しばしば政治的な目的で書かれた。有名な例としては詩人ユウェナリスの風刺詩があり、その侮辱は社会のあらゆる範囲を刺した。

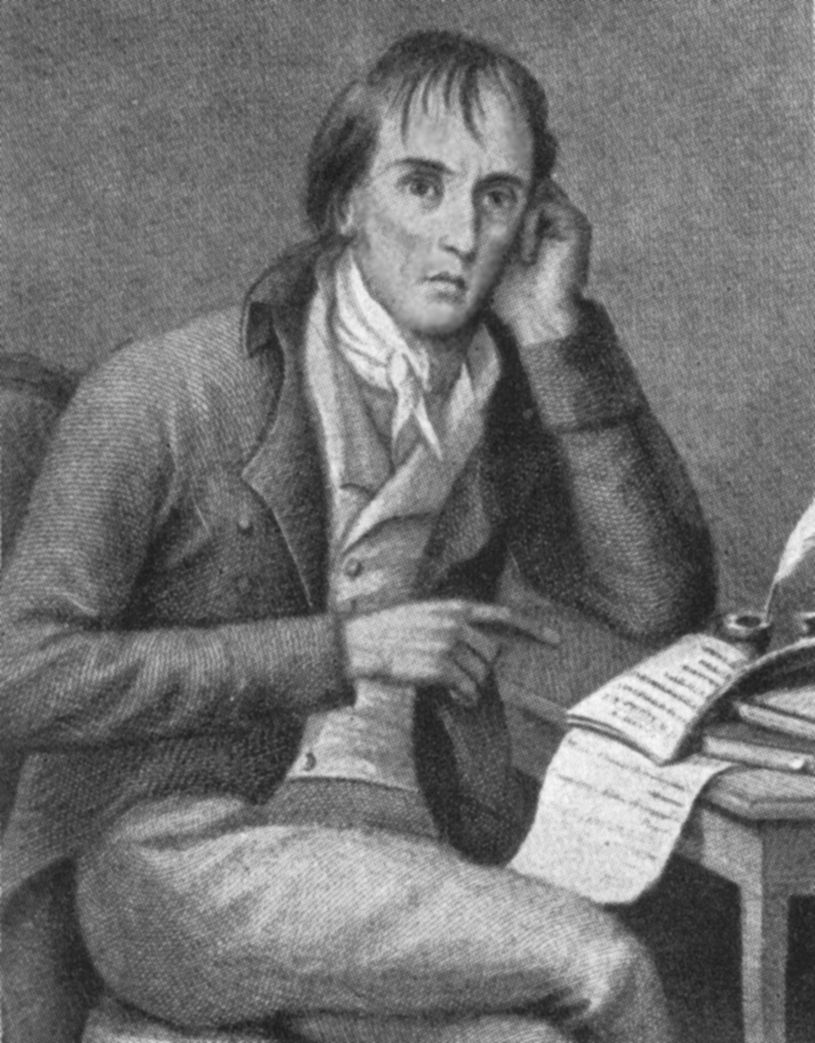
マヌエル・マリア・バルボサ・ド・ボカージェ

イギリスの風刺の伝統にも同じことが言える。当時の加熱した政治状況に巻き込まれ、かつての友人であったホイッグ党のトマス・シャドウェルに風刺されたトーリー党のジョン・ドライデン（最初の桂冠詩人）は、1682年に『マクフレクノー』、副題「真の保守プロテスタント詩人T.S.の風刺」という、英語で書かれた息の長い罵詈雑言作品としては最も偉大なものの1つを著した。この中で、当時既に故人であった実に凡庸な詩人リチャード・フレクノーは「絶対的ナンセンスの全ての領域の」支配者として「統治し、ウィットに対する永遠の戦争を遂行する」べく誰を自身の後継者にすべきか熟考していると描かれた。
第2代ロチェスター伯のジョン・ウィルモットもまた17世紀イギリスの風刺詩の名手であり、『人類に対する風刺』(1675) や『チャールズ2世の風刺』などの容赦ない風刺で知られた。アレキサンダー・ポープも風刺詩で知られ、『批評論』(1709) において批評家たちをたしなめたのは有名である。ドライデンとポープは叙事詩の書き手であったので、その風刺のスタイルも叙事詩的なものであった。とはいえ、風刺詩にはこれといった決まった形式はない。
イギリス以外での偉大な風刺詩人としてはポーランドのイグナツィ・クラシツキ (en:Ignacy Krasicki)、アゼルバイジャンのサビール、ポルトガルのマヌエル・マリア・バルボサ・ド・ボカージェなどが挙げられる。
日本でも平安時代より諷意を含む狂歌が書かれ、匿名で狂歌を掲示して政治批判などを行う「落首」の慣行があった。一例として寛政の改革を諷した「白河の清きに魚のすみかねて　もとの濁りの田沼こひしき」が知られている。現代でも風刺的な川柳が広く詠まれている。

### 抒情詩

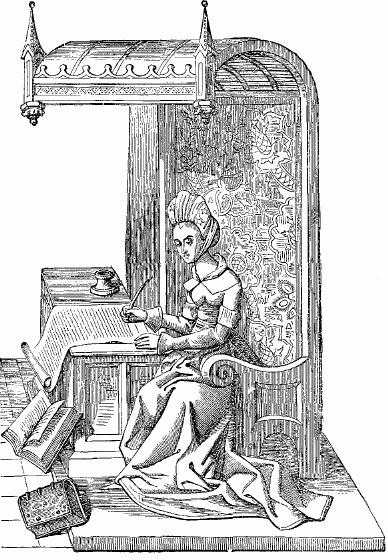
クリスティーヌ・ド・ピザン

抒情詩（叙情詩）は叙事詩や劇詩のように物語を語ろうとするのではない、より個人的な性質のジャンルである。人物とその行動を描写するよりも、詩人自身の感情や精神状態や知覚を表現する。西洋の抒情詩（英: lyric poetry, 仏: poésie lyrique）はリラ (lyre) を語源とし、歌うものであるという含意があるが、実際の抒情詩には純粋に読まれることを前提としたものも多い。日本の和歌は文字通り「歌」であり、その多くが抒情詩（もしくは風景のみを詠う叙景詩）であった。
抒情詩は古くから愛を主題とするものとして知られてきたが、多くの宮廷風恋愛（ミンネ）詩人たちはまた戦争と平和、自然と郷愁、悲しみと喪失などを扱う抒情詩も書いた。中でも15世紀フランスの抒情詩人クリスティーヌ・ド・ピザンとシャルル・ド・ヴァロワが高名である。霊性や宗教的な主題も十字架のヨハネやアビラのテレサのような神秘主義抒情詩人によって歌われた。霊的な経験に基づく抒情詩の伝統は後のジョン・ダン、ジェラード・マンリ・ホプキンス、アントニオ・マチャード、T・S・エリオットといった詩人たちにも受け継がれている。
西洋の抒情詩で最も一般的な形式は14行のソネットであり、ペトラルカやシェイクスピアなども実践したが、その他にも抒情詩には途方に暮れるほどさまざまな形式が見られ、押韻しないものも20世紀以降増加している。作者自身の感情や考えを入り組んだ形で取り扱う抒情詩は詩の中で最も一般的なジャンルとなっている。
明確な形を持たない、より自由なスタイルを取る者もいる。たとえばラップの歌詞は、ビートを伴う詩であると考えられることもある。

### エレジー

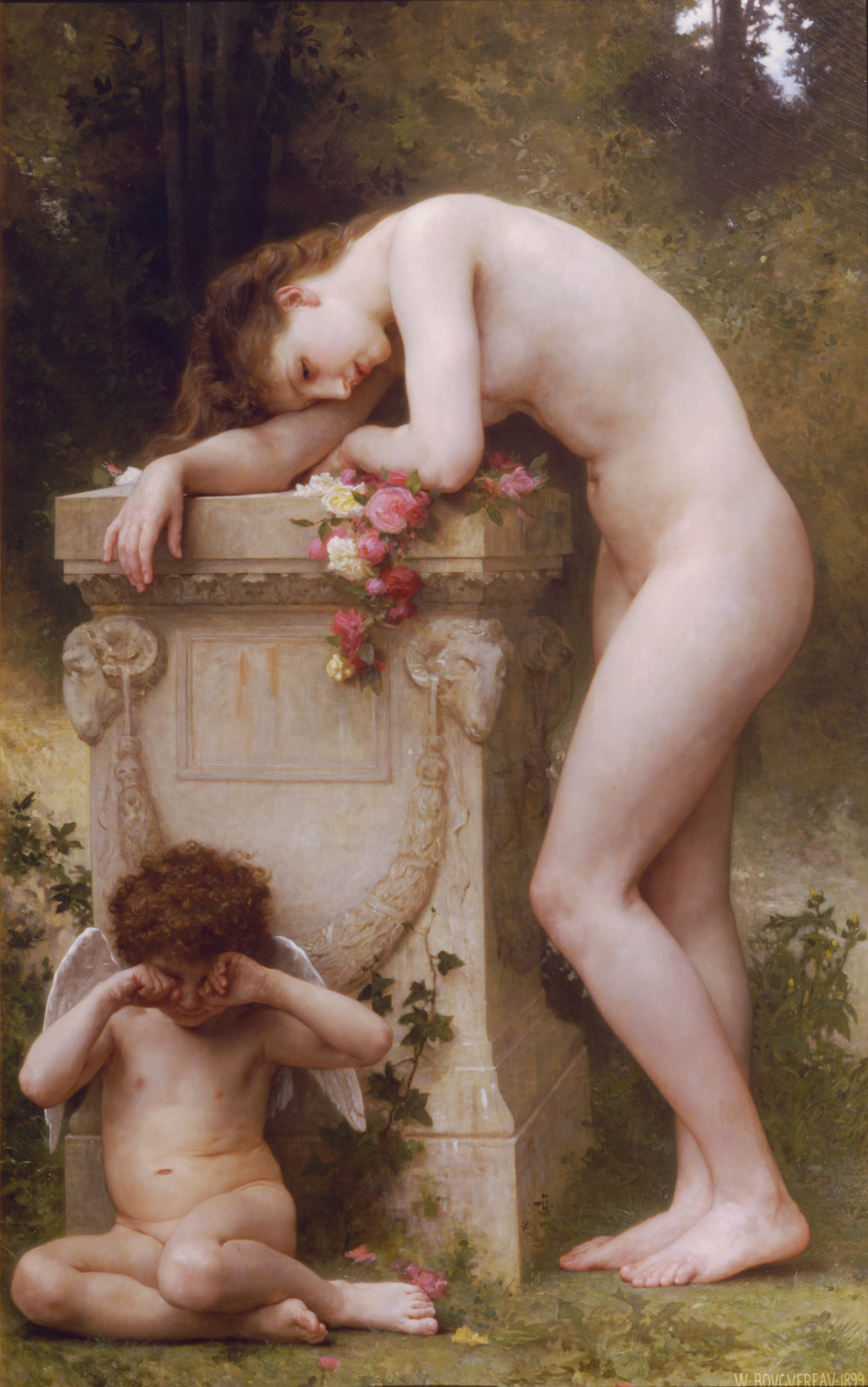
ウィリアム・アドルフ・ブグロー『エレジー』(1899)

エレジー（哀歌、挽歌、悲歌）は悲しげな、憂鬱もしくは哀調を帯びた詩であり、特に死者のための哀悼詩（ラメント）または葬儀のための歌を指す。死者を悼む詩は普遍的なものであるが、エレジー (英: elegy, 仏: élégie) という語は元来はエレゲイア体というメーターの種類を指すもので、一般に喪の詩を表現する。また作者にとって不思議もしくは神秘的と見えるものを表すこともある。死や、より一般的に悲しみや、神秘的な何かを表したものとしてのエレジーは、抒情詩の一種として捉えることも可能である。古代の歌われる詩の伝統に遡る関連性から、「エレジー」はまた、悲しくもしくは陰鬱な性質であるのが普通のある種の音楽作品のタイプも指しうる。
エレジーは古代から書き続けられている。主要な作者としては
セクストゥス・プロペルティウス、ホルヘ・マンリケ、ヤン・コハノフスキ、チディオック・ティッチボーン、エドマンド・スペンサー、ベン・ジョンソン、ジョン・ミルトン、トマス・グレイ、シャーロット・ターナー・スミス、ウィリアム・カレン・ブライアント、パーシー・ビッシュ・シェリー、ヨハン・ヴォルフガング・フォン・ゲーテ、イフゲニー・バラトゥインスキー、アルフレッド・テニスン、ウォルト・ホイットマン、ルイ・ガレ、アントニオ・マチャード、フアン・ラモン・ヒメネス、ウィリアム・バトラー・イェイツ、ライナー・マリア・リルケ、ヴァージニア・ウルフ、フェデリコ・ガルシーア・ロルカ、カマウ・ブラスウェイトなどがいる。
「挽歌」という語は中国で棺車を挽く時に歌われた歌を指した。日本では『萬葉集』（8世紀頃）の3つの部立て（雑歌・相聞歌・挽歌）のうちの1つとなり、柿本人麻呂による皇族の死に際しての多数の儀礼的な挽歌と、妻の死に際しての悲痛な挽歌の双方が収められている。『古今和歌集』以降では「哀傷歌」として多くの歌人により詠まれ続けた。

### 寓話詩

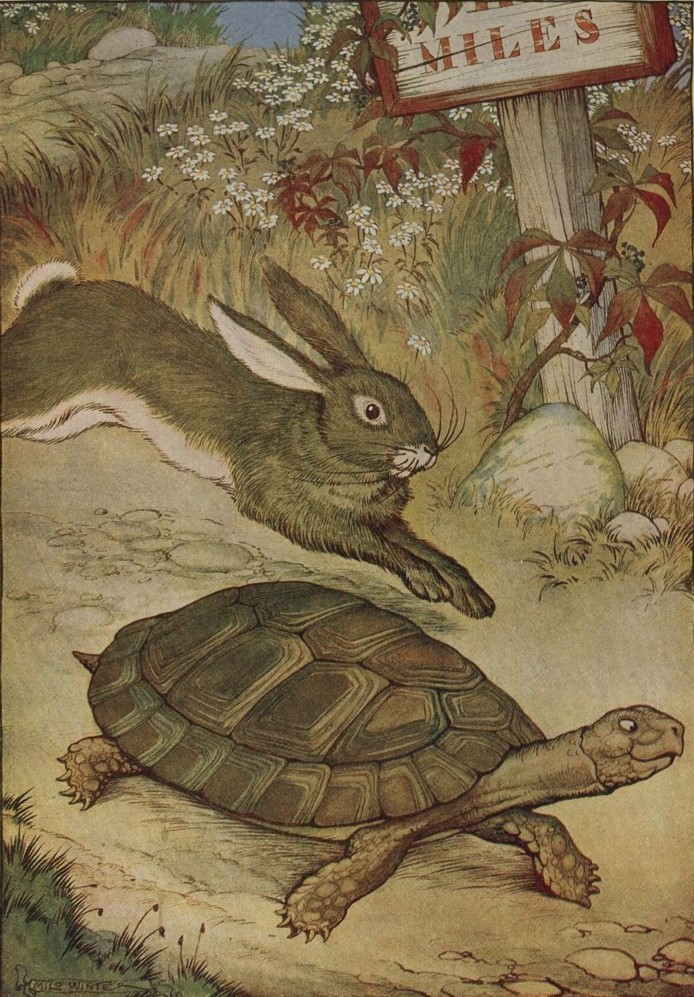
イソップ寓話より「ウサギとカメ」。ミロ・ウィンター画

寓話は古代からある、ほぼどこにでも見られる文学ジャンルであり、（常にではないが）しばしば韻文で表現される。人間化された動物・植物・無生物・自然の力などを登場させ道徳的な教訓を説明する簡潔な物語である。寓話詩はさまざまなメーターと押韻構成を用いてきた。例えばイグナツィ・クラシツキは『寓話とたとえ話』を13音節から成る押韻した二行連で書いた。
重要な寓話詩人にはアイソーポス（イソップ）（BC6世紀中葉）、ヴィシュヌ・シャルマ（BC2世紀頃）、パイドロス (BC15-AD50)、マリー・ド・フランス（12世紀）、ロバート・ヘンリスン（1470-1500頃活躍）、en:Biernat of Lublin (1465?-1529?)、ジャン・ド・ラ・フォンテーヌ(1621-95)、イグナツィ・クラシツキ(1735-1801)、フェリックス・マリア・デ・サマニエゴ (1745-1801)、トマス・デ・イリアルテ (1750-1791)、イヴァン・クルィロフ(1769-1844)、アンブローズ・ビアス (1842-1914) などがいる。イソップの訳者や継承者は全てこの半ば伝説的な寓話作家に借りがある。
寓話詩の一例として、イグナツィ・クラシツキ『寓話とたとえ話』(1779)から「仔羊と狼たち」を挙げる。
| ポーランド語原詩                                  | 日本語訳                                                                 |
| ------------------------------------------------- | ------------------------------------------------------------------------ |
| Zawżdy znajdzie przyczynę, kto zdobyczy pragnie.  | 必要となればいつだって攻撃には大義が見付かるもの。                       |
| Dwóch wilków jedno w lesie nadybali jagnię;       | うろつく二人の狼が森で仔羊を追い詰めて                                   |
| Już go mieli rozerwać; rzekło: "Jakim prawem?"    | 飛びかかろうとするところ。仔羊は問うた「一体なんの権利があって？」       |
| "Smacznyś, słaby i w lesie!" — Zjedli niezabawem. | 「お前は旨そうだし、弱いし、森にいたから。」――狼たち難なく羊を平らげた。 |

### 散文詩

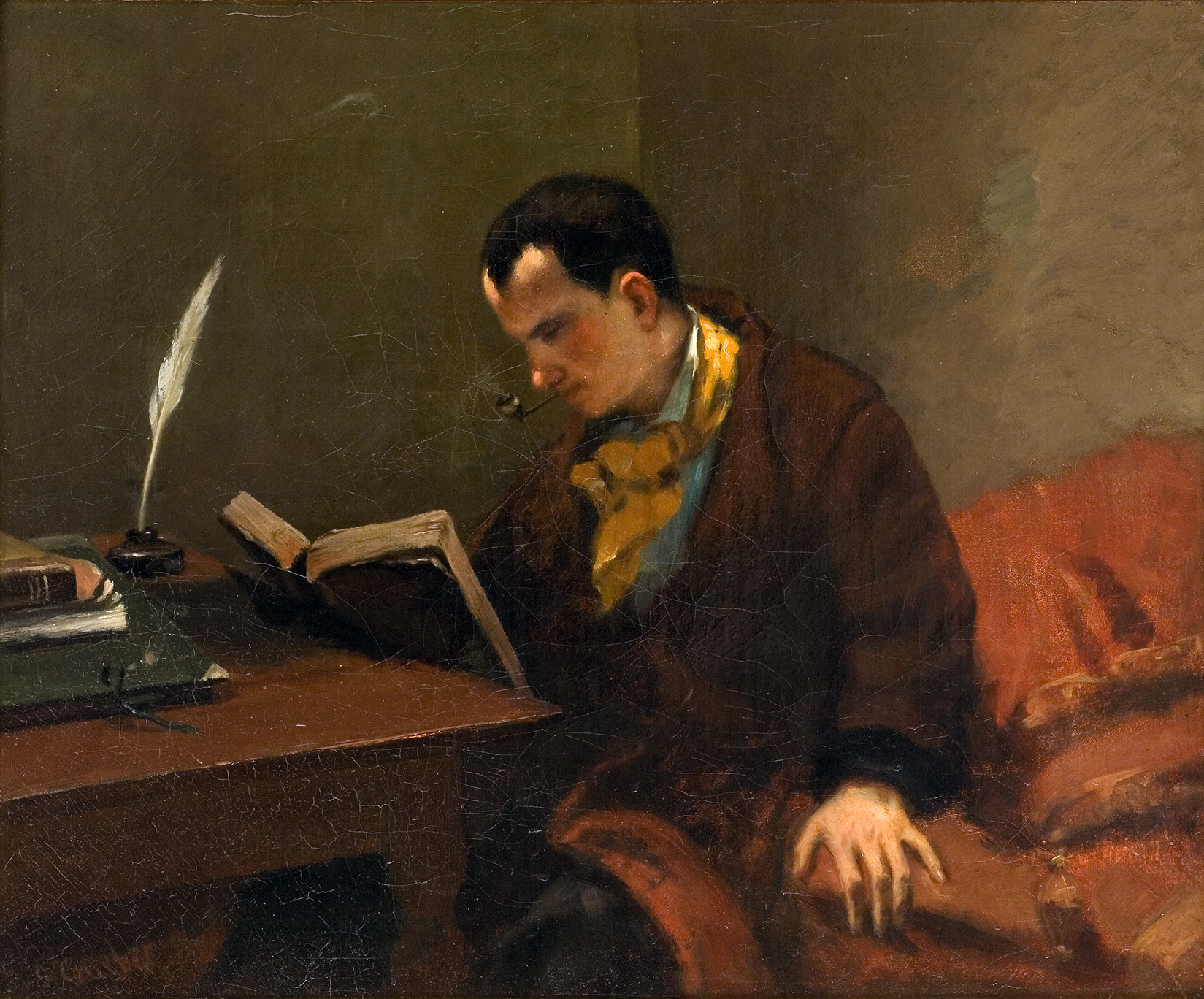
シャルル・ボードレール。ギュスターヴ・クールベ画

散文詩は散文と詩の両方の性質を見せる異種交配的なジャンルである。超短篇小説（ショートショート、フラッシュフィクション〔en:flash fiction〕）や随筆との区別が困難な場合もある。簡潔さ、隠喩の使用、言語への格別な注意などの理由から詩と見做される。
早期の散文の中にも現代の読者に詩的な印象を与えるものがあるが、一般的には散文詩はアロイジウス・ベルトラン、シャルル・ボードレール、アルチュール・ランボー、ステファヌ・マラルメなどの（象徴派）詩人の実践により19世紀フランスで起こったものと考えられている。
その後、このジャンルには数多くの言語で注目に値する例が現れた：
- 英語：オスカー・ワイルド、T・S・エリオット、ガートルード・スタイン、シャーウッド・アンダーソン、アレン・ギンズバーグ、シェイマス・ヒーニー、ラッセル・エドソン、ロバート・ブライ、チャールズ・シミック、ジョゼフ・コンラッド

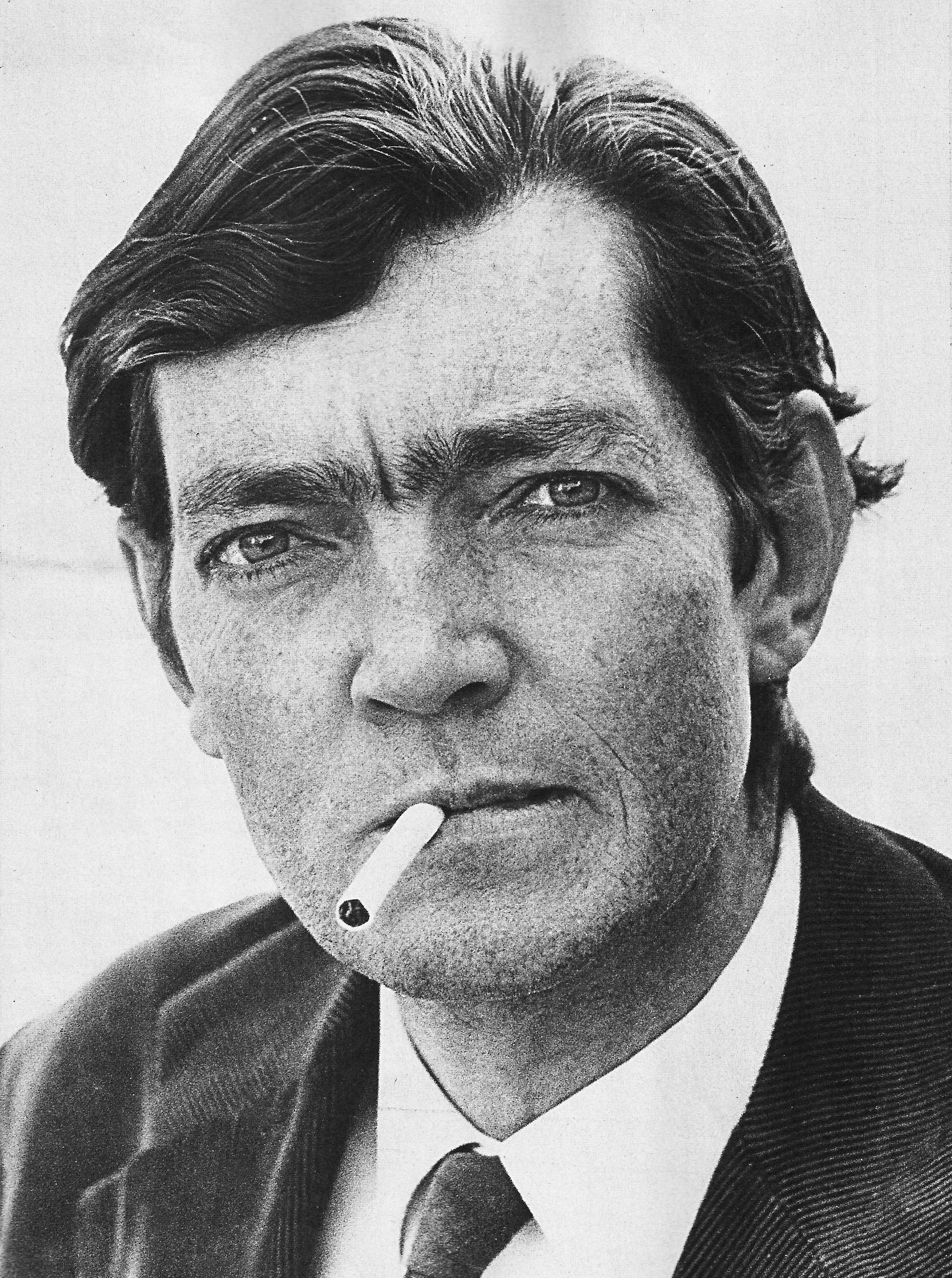
フリオ・コルタサル

- フランス語：マックス・ジャコブ、アンリ・ミショー、フランシス・ポンジュ、ジャン・タルデュー、ジャン＝ピエール・ヴァロットン
- （現代）ギリシア語：アンドレアス・エンビリコス、ニコス・エンゴノプロス
- イタリア語：エウジェーニオ・モンターレ、サルヴァトーレ・クァジモド、ジュゼッペ・ウンガレッティ、ウンベルト・サバ
- ポーランド語：ボレスワフ・プルス、ズビグニェフ・ヘルベルト
- ポルトガル語：フェルナンド・ペソア、Mário Cesariny de Vasconcelos、Mário de Sá-Carneiro、ウォルター・ソロン、エウジェニオ・デ・アンドラーデ、アル・ベルト、アレクサンドル・オニール、ジョゼ・サラマーゴ、アントニオ・ロボ・アントゥーネス
- ロシア語：イワン・ツルゲーネフ、レジーナ・デリエヴァ、アナトリー・クドリャヴィツキー（俳人としても知られる）
- スペイン語：オクタビオ・パス、ジャンニナ・ブラスキ（西語・英語・スパングリッシュで詩作している）、アンヘル・クレスポ、フリオ・コルタサル、ルベン・ダリオ、オリベリオ・ヒロンド
- スウェーデン語：トーマス・トランストロメル
- ベンガル語：マイケル・マドゥスダン・ダット、ラビンドラナート・タゴール
- 日本語：萩原朔太郎、三好達治、田村隆一、入沢康夫、谷川俊太郎